# Festa del grano (Foglianise)
La festa del grano di Foglianise, comune italiano della provincia di Benevento, in Campania, è un festa patronale che si svolge ogni anno dall'8 al 18 agosto.
Essa ha origini antiche, probabilmente pagane, legate all'abbondanza del raccolto. Oggi la festa è legata al culto di san Rocco, patrono del paese.
Elemento caratterizzante della manifestazione è la sfilata dei carri di grano la mattina del 16 agosto, un corteo di riproduzioni in miniatura di monumenti famosi, di strumenti agricoli riguardanti la mietitura, oppure opere scaturite dalla fantasia dei "carristi", realizzate mediante tecniche differenti di intreccio di steli di grano sfilano per il paese. Gli "artisti della paglia" danno vita a "trecce", "laccetti", raffinate lavorazioni che sembrano trame intessute.
Nel corso del tempo, accanto alle tecniche conosciute e diffuse, altre sono state sperimentate e applicate agli impalcati di legno o ferro, denotando una continua evoluzione della manifestazione; i modelli vengono resi con realismo, mediante la realizzazione di bifore, trilobi, archi rampanti, colonne tortili. La sfilata dei carri, trainati da trattori o da animali, lungo il "tracciato della tradizione", attrae numerosi turisti.
La festa nasce come Festa dell'abbondanza nel 1482, festa pagana dedicata al ringraziamento per il raccolto del grano. Con il passare del tempo e con l'avvento Cristiano, in occasione della pestilenza che colpì la zona, i cittadini invocarono san Rocco, al quale vengono ricondotte alcune miracolose guarigioni. l'attuale modalità di svolgimento nasce nel 1728 con l'arrivo in paese della reliquia del santo e la realizzazione del primo carro, un palio di 25 metri realizzato su diversi registri.

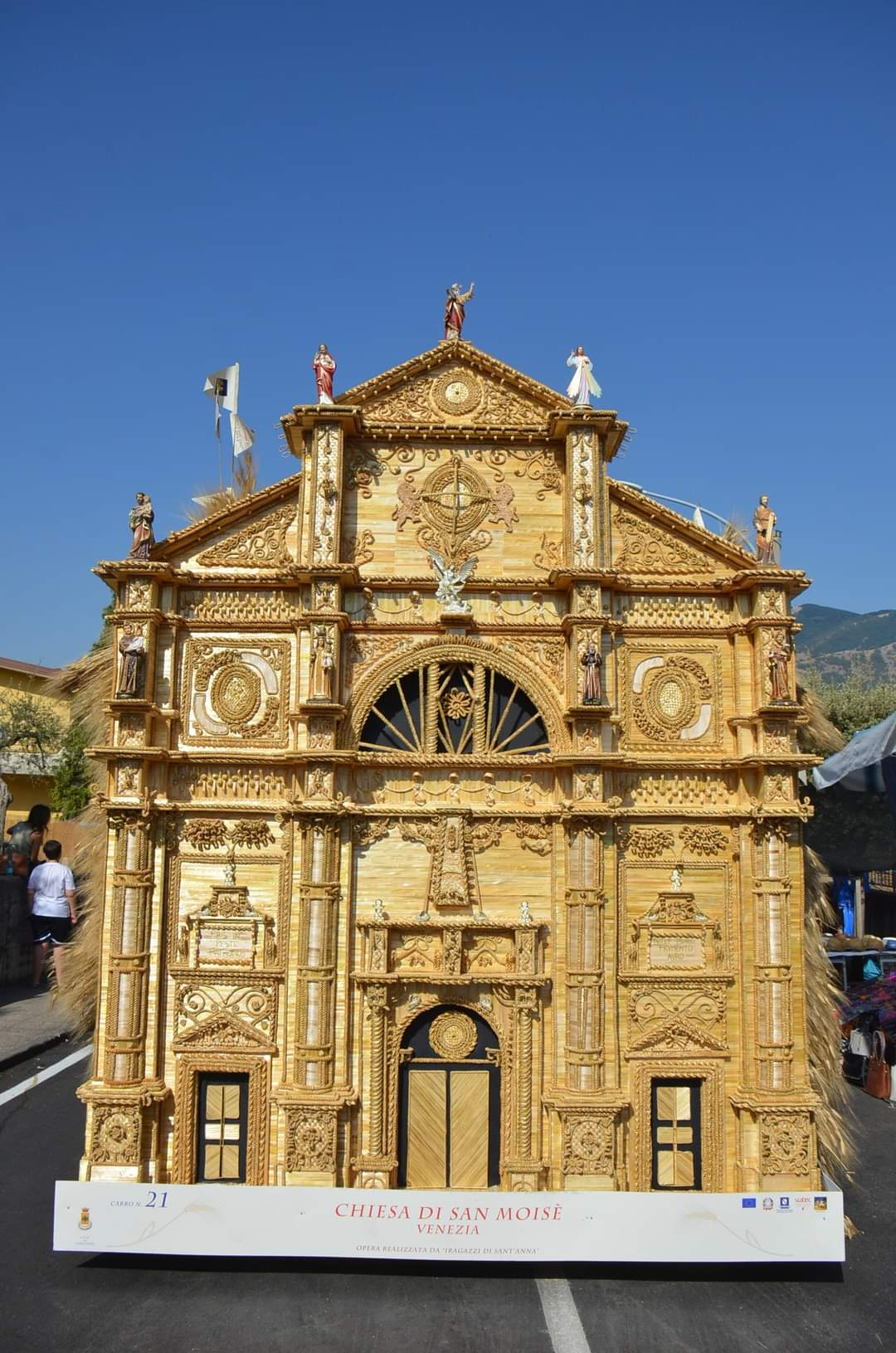
Un carro di grano rappresentante la facciata della chiesa di San Moisè di Venezia

Nel 2012 il presidente della Repubblica Giorgio Napolitano ha conferito a Foglianise il titolo di città, donando la medaglia della presidenza della Repubblica. Nel 2008 la Campania ha inserito la Festa del grano di Foglianise nel registro dei grandi eventi di rilevanza nazionale ed internazionale, tanto da essere presente anche ad Expo 2015.
Sfogliando le pagine del "Libro del Cannaruto", che contiene i conti della festa religiosa dal 1730, o gli inventari della Chiesa di Sant'Anna, o più recentemente quello della chiesa di San Ciriaco,  non vi è traccia di interruzione dell'evento: Nessuna guerra o carestia ha minato i festeggiamenti, fatta eccezione per la pandemia di Covid19, che ha portato alla sospensione delle celebrazioni civili degli anni 2020 e 2021, pur lasciando le celebrazioni religiose.

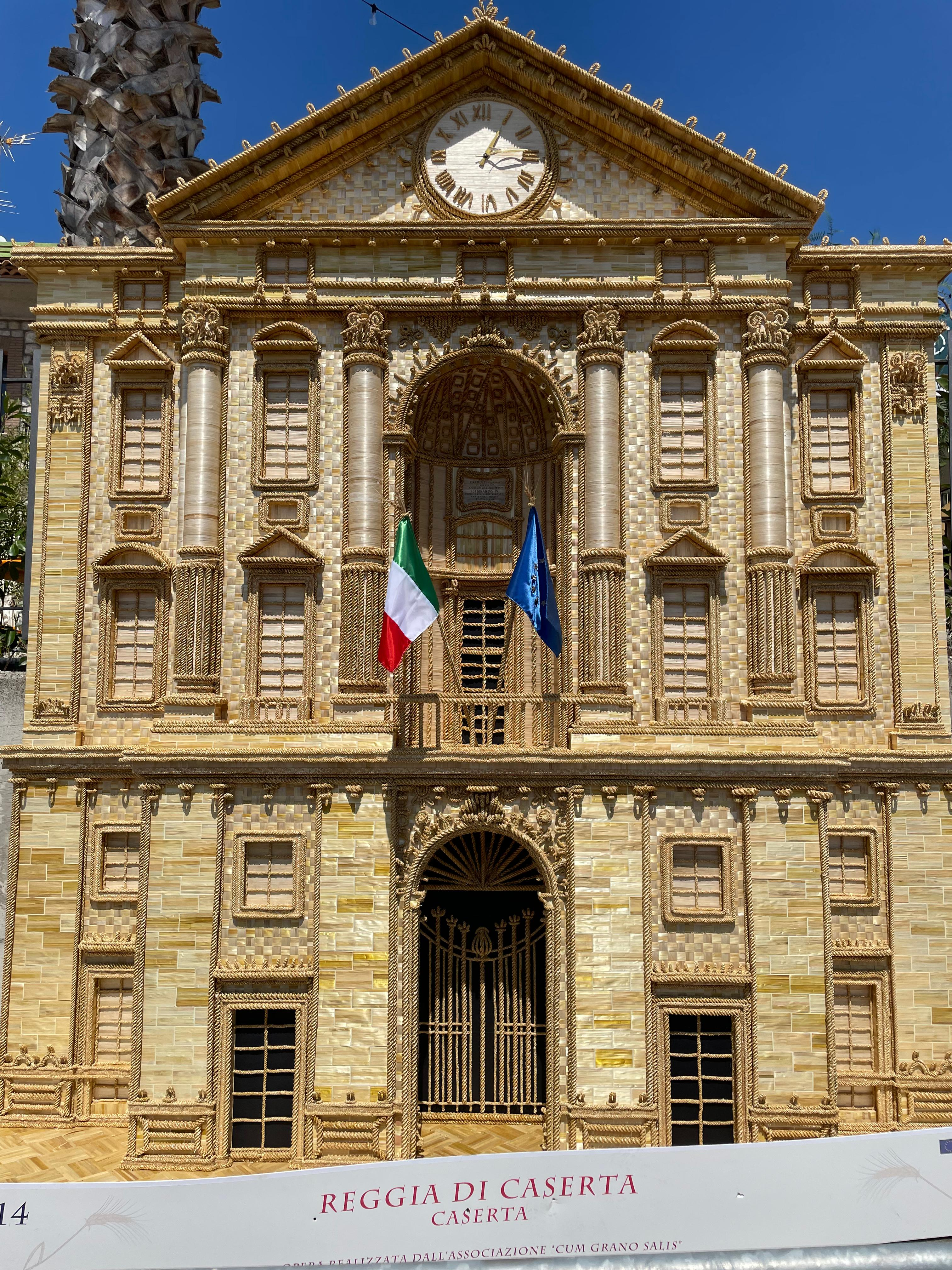
Uno dei carri di grano rappresentante la facciata della Reggia di Caserta

La festa di Foglianise, insieme a manifestazioni simili dei comuni di Fontanarosa, Flumeri, Mirabella Eclano, Villanova del Battista, San Marco dei Cavoti e Jelsi, è parte della comunità patrimoniale delle feste del grano, nel cui ambito è in corso un progetto di patrimonializzazione UNESCO vincitore di bando e finanziato dalla regione Campania dal titolo Rituali e carri artistici del grano. Ricerche e studi finalizzati all’elaborazione di un dossier di candidatura di rete per l’iscrizione nella Lista Rappresentativa dei Patrimoni Culturali Immateriali dell’Umanità UNESCO.

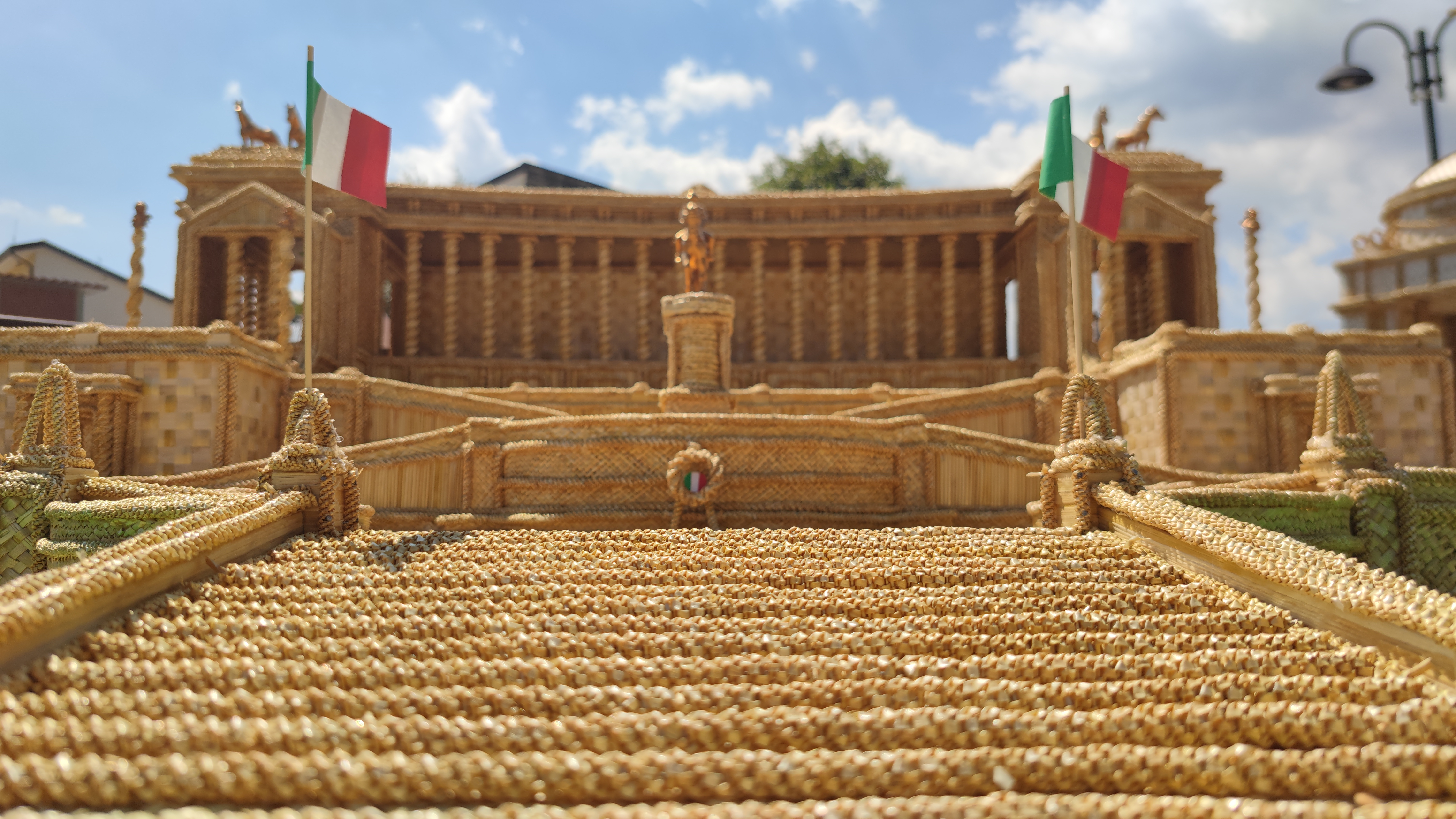
Un carro rappresentante l' Altare della Patria a Roma

## Storia

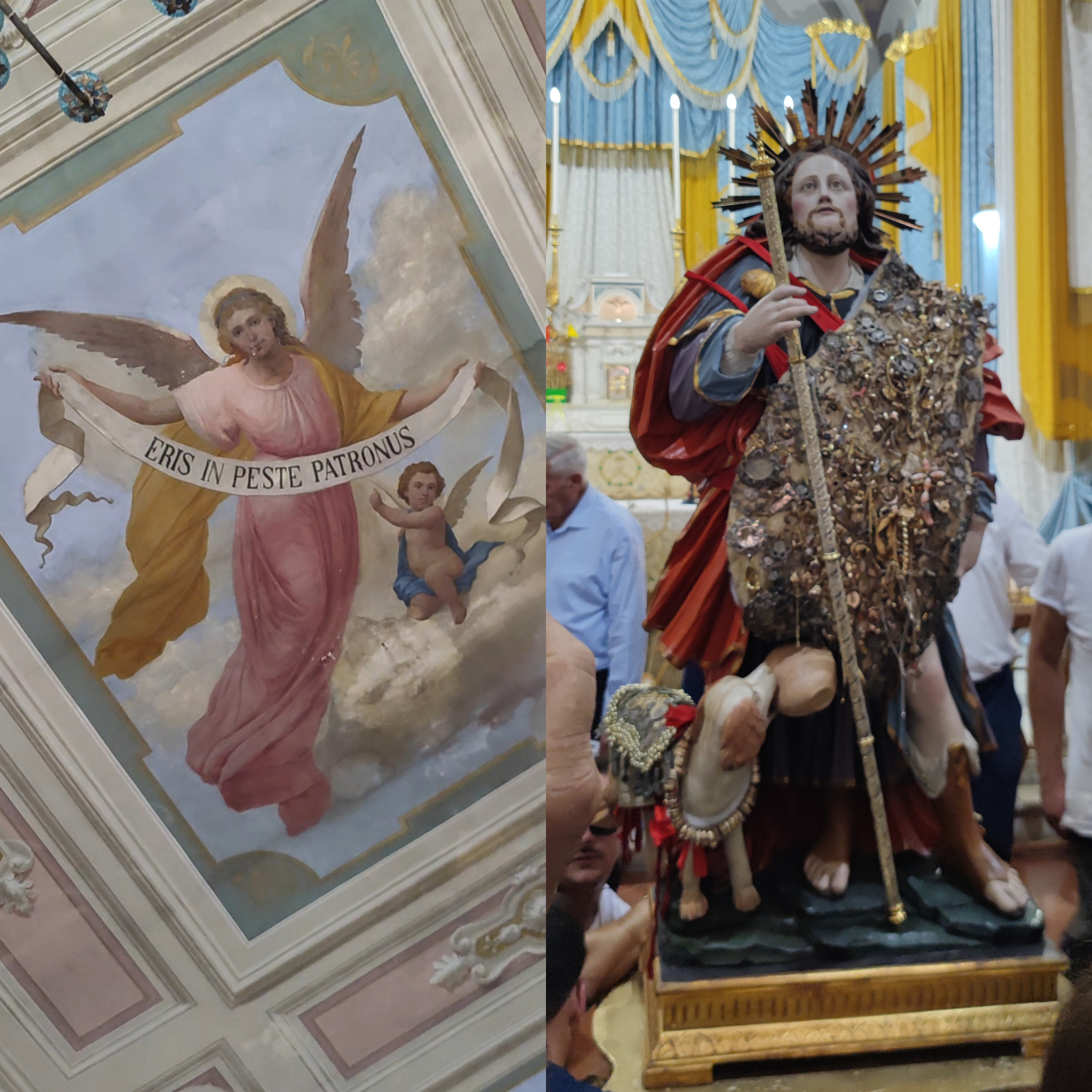
A sinistra la scritta sulla volta della chiesa di San Rocco " Eris in peste patronus" (Sarai protettore dalla peste); a destra la statua di San Rocco di Foglianise

### Il santo patrono
Nell'antica Cappella di contrada Cautani campeggia intronizzata in un baldacchino la statua in legno policromo di scuola napoletana del XVII secolo raffigurante San Rocco.
Si legge nell'inventario della Confraternita del Santissimo Corpo di Cristo e Sant'Anna:"una statua di San Rocco di legno, alta palmi cinque con nicchio di legno e pittato".
Essa, nel corso dei secoli, si è arricchita di donativi in oro, argento, ex voto che nelle solenni processioni la ricoprono e danno al pellegrino di Montpellier un vestito nuovo: quello dei giorni di festa.
Si correda di un cagnolino spesso presente nell'iconografia rocchiana che è segretamente custodito contro i furti cui è stato frequentemente esposto nei secoli

### Le origini pagane
Gli storici, gli antropologi ed altri esperti delle scienze sociali, hanno investigato al fine di precisare l'origine della festa del grano. Le ipotesi formulate sulla fase incipiente di questo evento catalizzante, sono prevalentemente ricollegabili a due matrici: una pagana e una religiosa.
La maggior parte degli studiosi concorda nel fatto che, da rito pagano, di epoca romana, la festa si sarebbe trasformata, successivamente, nei secoli, in un culto cristiano. Tale ipotesi è supportata dal fatto che, già nel 1482, il popolo di Foglianise si recava, agli inizi di agosto, in una chiesa del paese, dove esistevano ancora i resti di un antico tempio, per ringraziare Dio dell'abbondanza del raccolto ed offrire dei donativi, per lo più grano. Secondo questa interpretazione la festa si ricollega al culto di due divinità dell'olimpo romano: Cerere e Fortuna. In loro onore le fanciulle si intrecciavano sul capo ghirlande realizzate con spighe di grano (da questa tradizione deriverebbe la consuetudine delle pacchiane di sfilare in processione con le ceste sul capo.
Si suppone che tale usanza derivi dalle Feriae Augusti, dalle quali nasce l'attuale festa di Ferragosto, istituite nel 18 a.C. da Ottaviano Augusto, primo imperatore romano, come festeggiamenti in suo onore. In quest'occasione si celebrava anche la fine del raccolto dei cereali nelle campagne. Si trattava di feste non limitate al solo giorno 15, come oggi, in cui si ricorda l'Assunzione della Vergine Maria, ma che si protraevano per l'intero mese e durante le quali venivano omaggiate varie divinità, con riti solenni. Del resto, i riti di Foglianise, come pure quelli di altri comuni dell'Italia centro-meridionale, che presentano feste in cui il grano è l'elemento centrale, richiamano, nella loro fenomenologia, le precristiane Consualia (21 agosto) e Opiconsivia (25 agosto).

### Il culto di San Rocco e le origini religiose
Come detto in precedenza, oggi la festa del grano è legata alla figura di san Rocco.

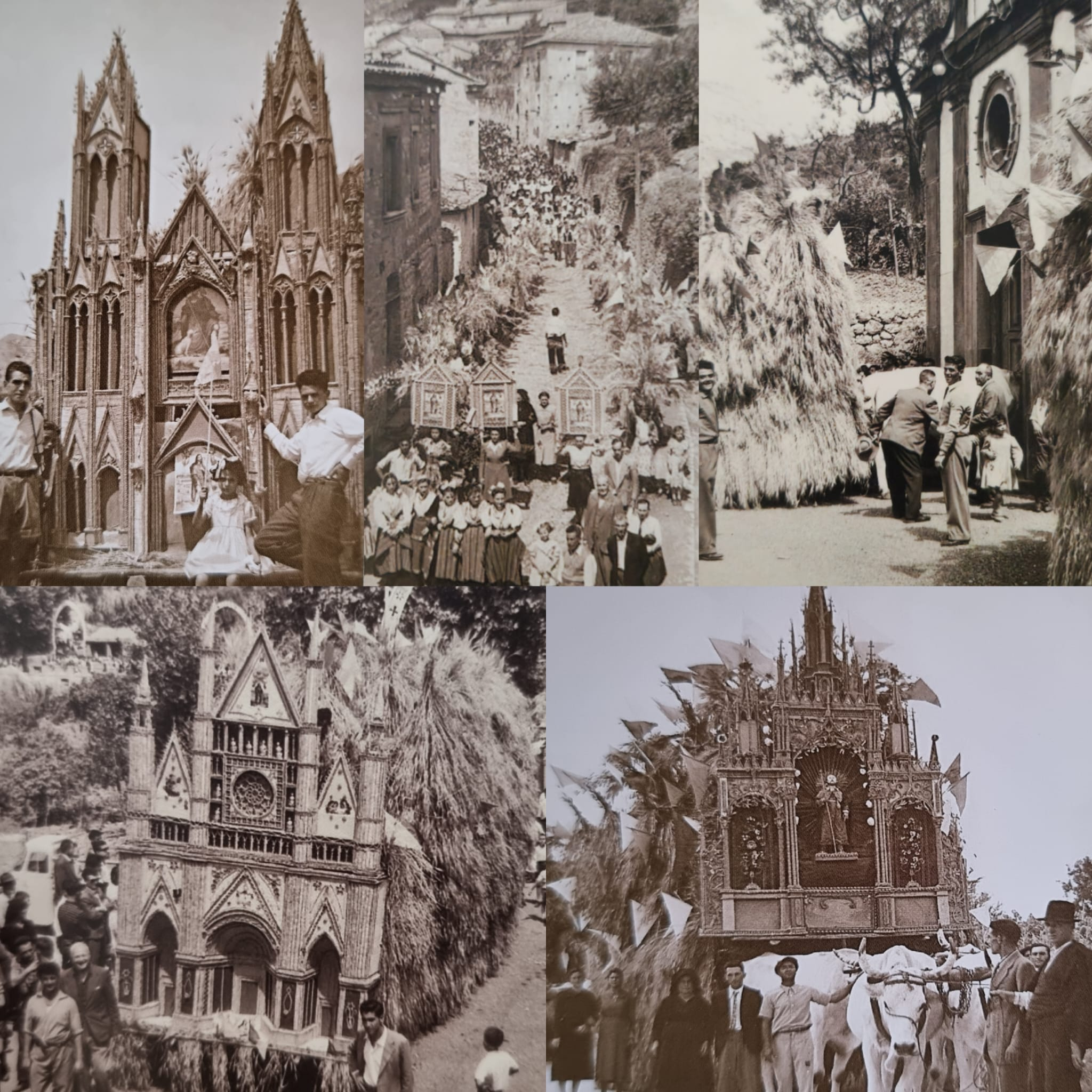
alcuni carri di grano di Foglianise trainati dai buoi, risalenti al 1938; in alto a destra il famoso "inchino" degli animali al santo.

Al Pellegrino di Montpellier, protettore dalla peste, i fedeli si sarebbero rivolti per debellare questo grave male, propagatosi nel Regno di Napoli nel 1656. Sconfitta la pestilenza, gli abitanti di Foglianise, inizialmente, donarono alla chiesa di San Rocco delle grosse somme di danaro, come risulta dagli inventari della cappella degli anni 1687, 1697, 1711 e 1727.
Una vera festa in onore di san Rocco sarebbe nata dopo l'arrivo a Foglianise della reliquia del Pellegrino di Dio, nel 1727. Tale evento fu la scintilla che infiammò la devozione verso il Santo; nacquero, infatti, racconti di miracoli, prodigi, guarigioni miracolose avvenute per intercessione di san Rocco. In occasione della sua commemorazione, cominciarono ad essere offerte delle grandi quantità di grano. Inizialmente erano le giovinette del paese che, disposte in fila, portavano il frumento, in covoni, al Santo, comportando la messa in atto di una processione del grano. In seguito, con l'aumento, testimoniato, delle offerte di grano, è possibile che venissero riempiti uno o più carri, che seguivano le ragazze durante il tragitto fino alla chiesa. Questo rito, che avveniva il 16 agosto, giorno in cui si celebra san Rocco, univa la festa dell'abbondanza attestata nel 1482 al consolidarsi di una devozione profonda verso il santo dei miracoli, presente nella zona già dal Cinquecento.

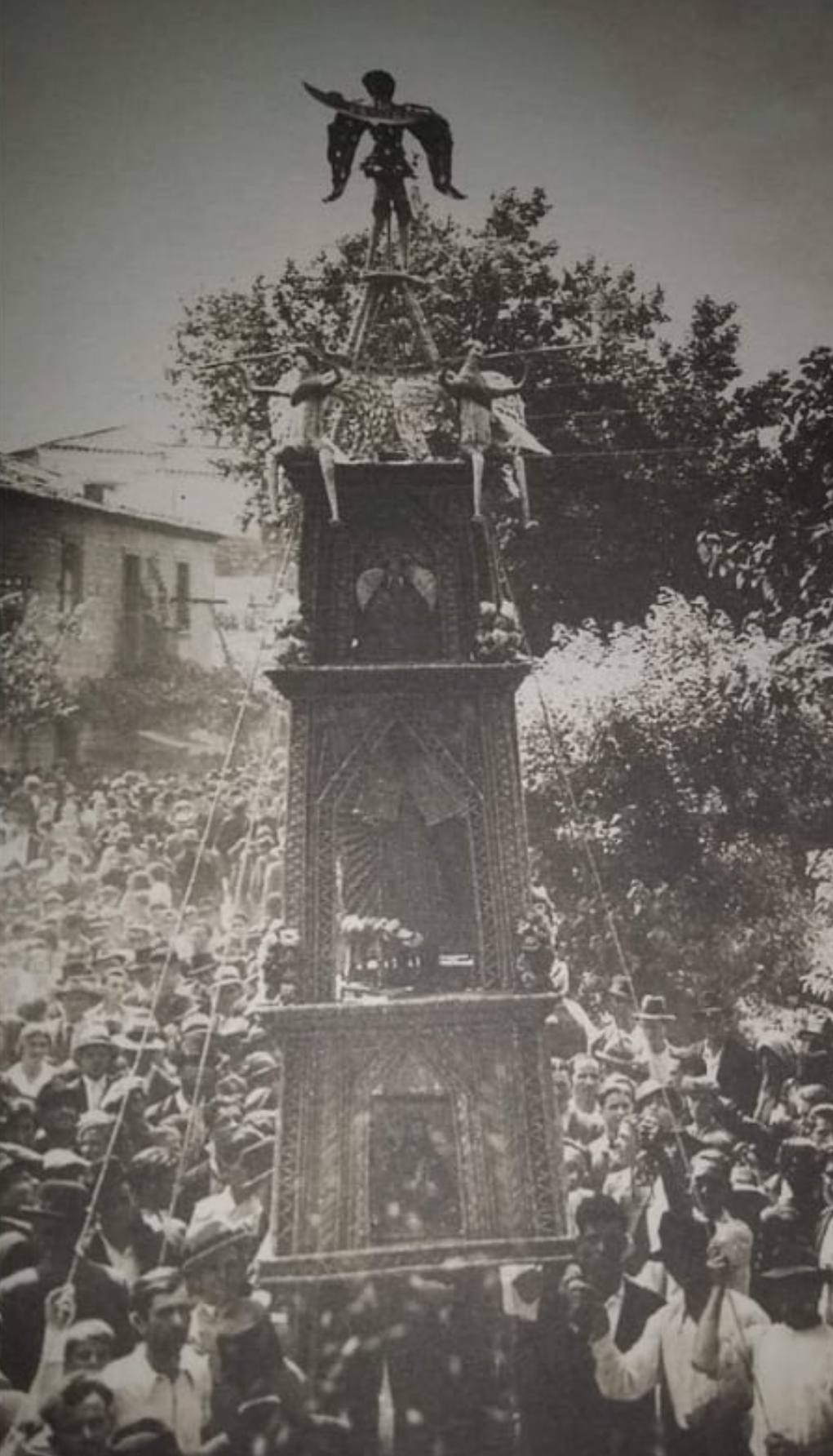
uno degli ultimi modelli di palio, realizzato nel 1928

Il primo documento certo sulla presenza della festa in onore di san Rocco risale al 1730 ed è il cosiddetto Libro del Cannaruto, un manoscritto contenente i conti dell'evento dal 1730 al 1761. Secondo la tradizione, prima che i tralicci della corrente installati nel paese ne ostacolassero il passaggio, veniva realizzato anche un palio, una sorta di campanile, alto più di 25 metri, a più registri, realizzato fino 1928 dai vari casali che costituivano il paese. Successivamente la sfilata dei carri ha assunto una forma pressoché simile a quella odierna, dove i carri però venivano trainati da buoi e non da macchinari agricoli.

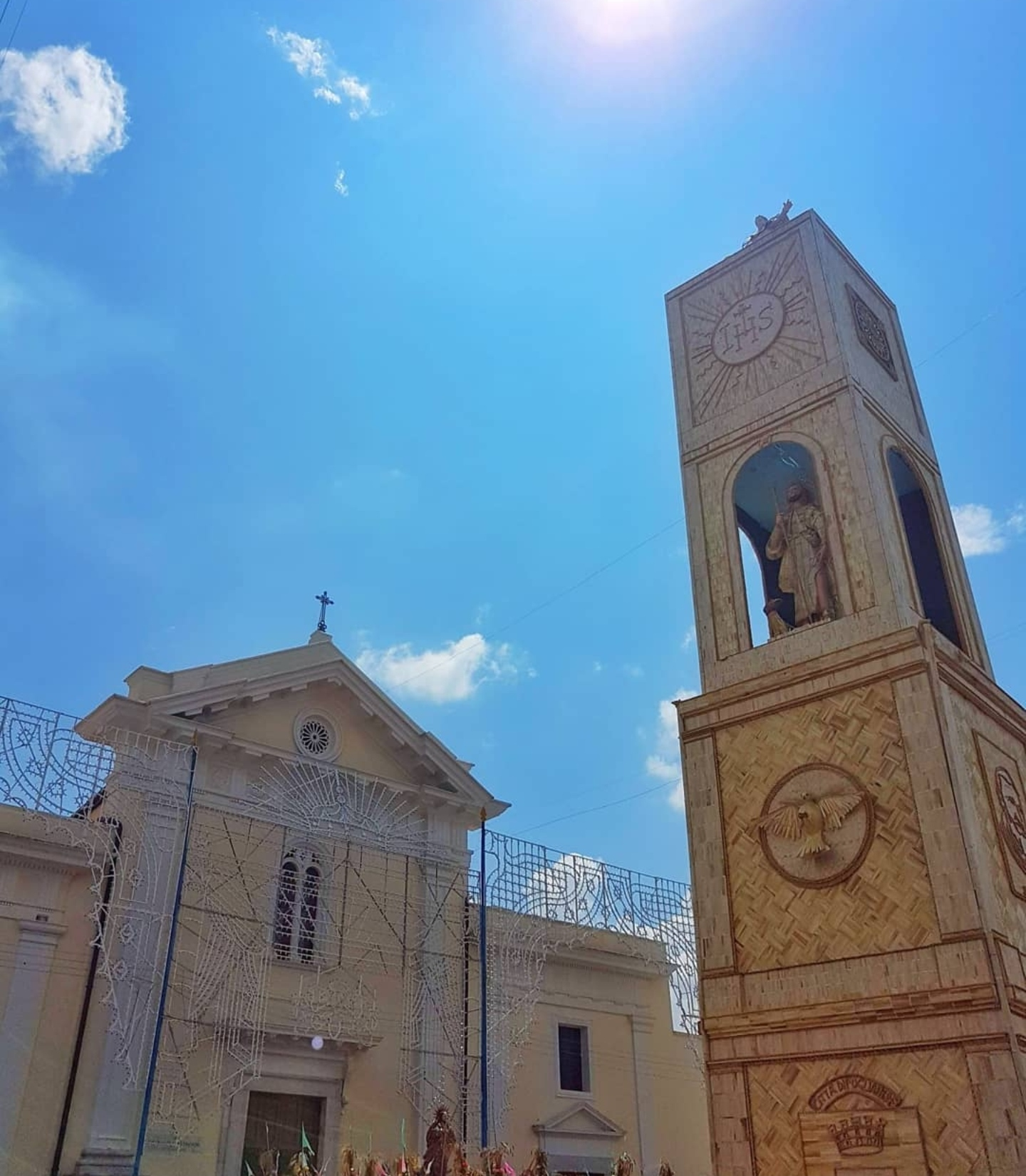
il palio del 2018

Nel 2018, in occasione del 90º anniversario della creazione dell'ultimo palio, ne è stato realizzato uno nuovo, motorizzato, che si innalzava verso l'alto con un meccanismo meccanico.

### L'evoluzione della festa
Con il trascorrere degli anni, i semplici carri trainati dai buoi, riempiti di grano, cominciarono ad essere arricchiti, con ghirlande di spighe e fili di paglia intrecciati. Nel corso dell'Ottocento, la manifestazione subì un'evoluzione e fecero la comparsa le prime riproduzioni di quadri e altari votivi, in cui l'arte dell'intreccio si fondeva con l'immagine di san Rocco. Agli inizi del Novecento, la processione si impreziosì di opere più raffinate, divenendo un museo itinerante. Gli artisti dell'intreccio si cimentarono nella riproduzione di note basiliche, di cattedrali, di elementi architettonici sempre più complessi, sfruttando tecniche di lavorazione sempre più ricercate.
La sagra del grano, che dal 1990 ha assunto per la prima volta la denominazione di "festa del grano", si è evoluta per tutto il secolo, fino a raggiungere le caratteristiche attuali.
Nel 2007 si è introdotto l'uso di realizzare i carri di grano, legandoli ad un tema specifico, in particolar modo ad una Regione italiana.
Dal 2008, la Giunta Regionale della Campania ha inserito la festa del grano nei "grandi eventi di rilevanza nazionale ed internazionale", per il suo fascino particolare, frutto della fusione tra fede, artigianato e folclore e per l'originalità delle opere realizzate in paglia intrecciata.
A causa della pandemia del covid 19 le edizioni del 2020 e del 2021 sono state riorganizzate nel rispetto delle norme di sicurezza, nessun evento di intrattenimenti è stato inserito nella programmazione, che si limita alle funzioni religiose in onore di San Rocco.

### I Casali e la gara tra le contrade

I casali moderni di Foglianise

Foglianise era originariamente formata da sette antiche contrade, dette "Casali", di cui il più grande, "Foglianise" ha dato poi il nome all'intero comune.
I sette casali storici, Barassano - Palazzo, Leschito, Cautani, Foglianise, Utile, Posto e Oliveto sono rappresentati sullo stemma comunale dalle sette foglie lanceolate. Con il passare degli anni la cittadina si è arricchita di frazioni e borgate agricole, oggi così suddivise: 
- casali: Barassano, Cautani, Golini, Leschito, Oliveto, Palazzo, Posto, Sirignano, Prato;
- Contrade: Acquara, Viglione, Iannilli, Palmenta, Scafa, Trescene, Utile

Dopo l'abbandono della tradizione del "Palio" alla fine degli anni 20 del secolo scorso, le contrade cominciarono a realizzare un carro ciascuna, concorrendo tra loro per la realizzazione del "carro vincitore". 
I primi tre classificati, oltre al trofeo (una spiga di cristallo) ricevevano un premio in denaro, la cui somma era differente di anno in anno. Fino al 2002 al terzo classificato spettavano 1.000.000 L, al secondo 2.000.000 L e al primo classificato 3.000.000 L. 
Con l'entrata in vigore dell'Euro venne abolito il premio in denaro, lasciando però la competizione.
Con l'inizio del nuovo secolo le contrade hanno cominciato a suddividersi in gruppi, presentando più carri ciascuna, ai quali si aggiungevano i gruppi di associazioni o gruppi non strettamente legati geograficamente,  come dal 2000 il gruppo degli studenti delle scuole o quello del liceo scientifico locale.
La competizione tra i gruppi delle contrade è andata avanti fino al 2007, quando lo spirito competitivo ha dato spazio agli omaaggi delle bellezze delle regioni italiane.
Alcune contrade sono storicamente note per la tipologia di carri presentati: la contrada "Leschito" presenta ogni anno, in accordo con il tema della sfilata, un carro più "allegorico", non raffigurante un monumento o un palazzo. Alcuni esempi sono: la statua di Lucio Dalla al piano forte nel 2022 con tema "Emilia-Romagna", o il "Pulcinella Pizzaiolo" nel 2023 con tema "I Patrimoni Unesco della Campania".

### La Statua, le dispute e i furti
La tradizione religiosa nei confronti di San Rocco per i Foglianesari è molto sentita, tanto che nel corso degli anni ha portato anche a dispute e controversie per quanto riguarda il coinvolgimento stesso della statua del santo durante i festeggiamenti.
Realizzata in legno policromo dalla scuola napoletana,  la statua contiene all'altezza del petto una reliquia di San Rocco donata a Foglianise dalla comunità di Voghera nel 1727.
Secondo la tradizione, la statua di San Rocco viene conservata nell'antica cappella di contrada Cautani e viene mostrata ai fedeli solo 10 giorni ogni anno, dal 16 agosto, giorno dei festeggiamenti in onore del santo e giorno della sfilata dei carri di grano, fino a 25, giorno in cui viene riaccompagnato alla sua cappella in processione. 
Soltanto in rarissime occasioni la statua di San Rocco è stata mostrata al pubblico fuori da questo periodo di tempo, le ultime due occasioni risalgono al 2020, anno della pandemia di Covid-19 e al 1973, anno in cui Napoli e le province limitrofe furono colpite da una epidemia di Colera. Essendo San Rocco protettore contro le malattie e la peste la cittadinanza lo invocò in segno di protezione.
Vista la sentita devozione del popolo verso il santo, il suo inventario si è arricchito di donazioni di gioielli e oro durante gli anni, dei quali il santo viene ricoperto con un mantello nei giorni di festa. Per motivi di sicurezza non se ne conosce l'ubicazione ne tantomeno il valore, alcune stime parlano di un patrimonio dal valore che varia dagli 800.000€, fino a 960.000€ ma i dati precisi non sono noti. Per questo motivo infatti la statua è fedelmente scortata dai Carabinieri a piedi durante le processioni, e a cavallo, in alta uniforme durante la sfilata dei carri di grano.
I Furti

La statua di San Rocco e stata oggetto negli anni di diversi tentativi di furto, i quali però non sono tutti riconducibili al suo patrimonio aureo, ma sono preceduti da storie ben più antiche.
Dal punto di vista legale la statua è di proprietà dell'Arciconfraternita del SS. Corpo di Cristo, con sede nella chiesa di Sant'Anna, che la commissionò ben oltre tre secoli fa,  tuttavia, durante i festeggianenti essa viene esposta all'interno della chiesa di Santa Maria, sede della Confraternita del SS. Rosario, che ne ha cura quindi durante la sua permanenza li.
Nel 1981, a seguito del violento terremoto che colpì il Sannio, al termine della benedizione solenne alla fine della processione del santo, alcuni componenti dell'Arciconfraternita del SS. Corpo di Cristo, che erano incaricati di portare la statua a spalla durante la processione, la prelevarono e deviarono il percorso,  portandola con fretta nella Chiesa di Sant'Anna dove si barricarono all'interno per diverse ore. Le loro gesta vennero giustificate con la questione che il terremoto aveva danneggiato la Chiesa di Santa Maria e non era sicuro ospitare la statua al suo interno, che doveva quindi tornare nella sua chiesa d'origine.
Negli primi anni 2020 invece, dopo della pandemia di Covid-19,  il consiglio pastorale ha approvato un decreto che prevede la riduzione del percorso della processione del santo la sera del 17 agosto, eliminando così dal cammino le contrade del Palazzo, Barassano, Leschito e Sirignano. La notizia non è stata gradita da alcuni abitanti delle suddette zone, che durante le processioni hanno minacciato di deviare il percorso della statua verso le loro contrade, ma ciò è stato prontamente impedito dalla presenza dei Carabinieri e dalla accurata selezione delle persone deputate al trasporto della statua.

## Tradizioni culinarie
La Festa del Grano di Foglianise rappresenta un'importante occasione per le famiglie del paese e della valle Vitulanese di riunirsi e celebrare le loro tradizioni culinarie. Celebrata il 16 agosto, in prossimità del Ferragosto, questa ricorrenza vede il ritorno di molti parenti che vivono lontano, i quali si uniscono alle grandi e numerose famiglie locali per consumare insieme le preparazioni tipiche del territorio.

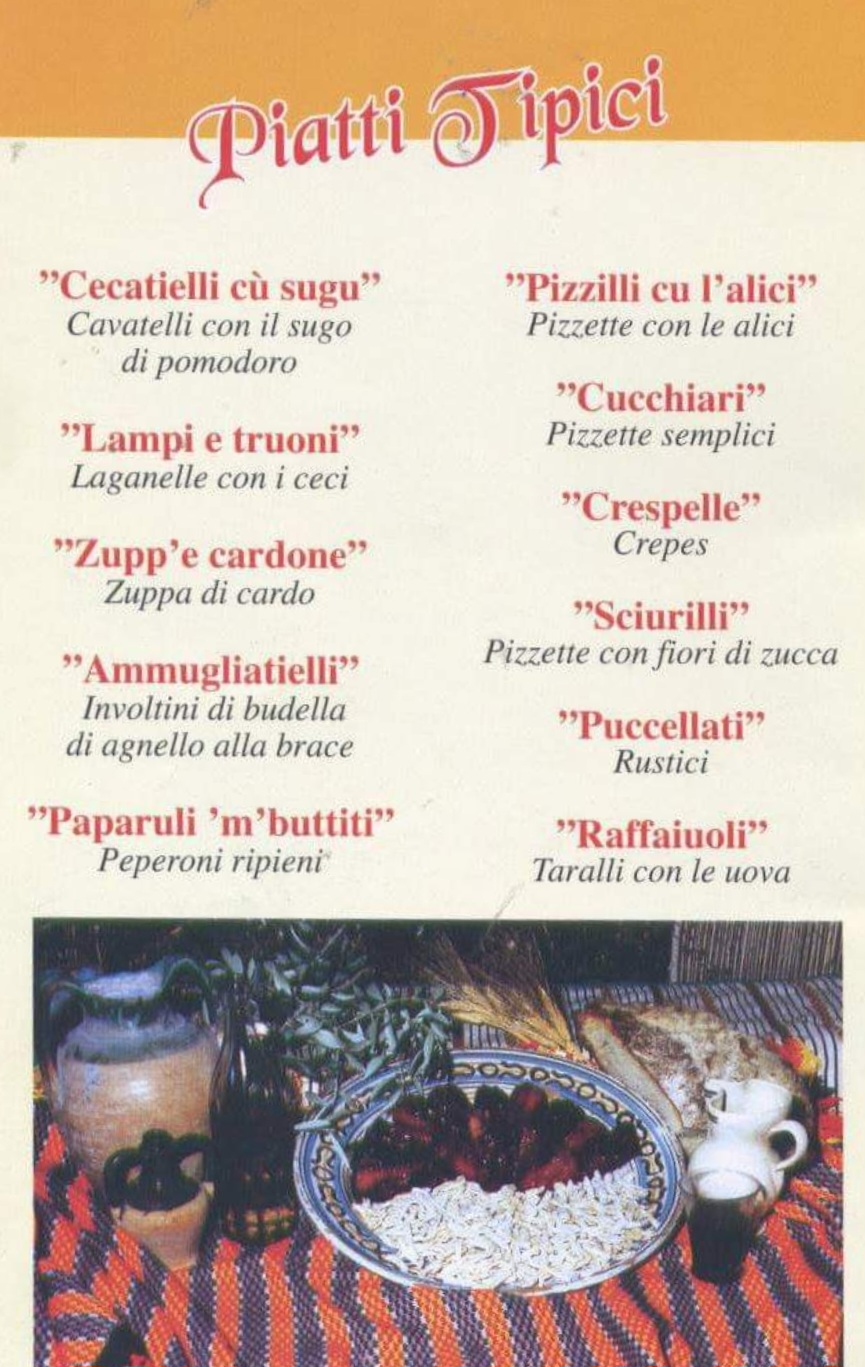
Il menù di uno degli "stand gastronomici" della festa durante gli anni 90

La giornata della festa vede quasi tutti gli abitanti impegnati nella sfilata dei carri di grano, un evento che coinvolge l'intero paese. Storicamente, le donne di Foglianise preparavano il pranzo del 16 agosto con gli avanzi del Ferragosto e con pietanze fredde cucinate la sera precedente. Questa tradizione permetteva di consumare il pasto al rientro dalla sfilata, intorno alle 14:00, senza la necessità di ulteriori preparazioni.
Gli avanzi del Ferragosto includono una grigliata mista di carne accompagnata da verdure come zucchine, peperoni e melanzane. Un piatto tipico della festa consiste nei "paparuli m'buttiti", peperoni ripieni di mollica di pane e varie spezie, la cui ricetta varia spesso da famiglia a famiglia. Altre pietanze comprendono i "pizzilli con alici", pastella fritta con alici, e i "sciurilli", fiori di zucca ripieni o meno di mozzarella, fritti in pastella.
Per il pane, si preferiscono due varianti: il "pane cu 'e cicule", un pane poco lievitato con pezzi di grasso e lardo di maiale, e il "pane di San Rocco", pagnotte conosciute come "scanate", cotte nei forni del paese e distribuite la mattina della sfilata dopo la benedizione da parte dell'arcivescovo o del parroco. Queste pagnotte ricordano quelle che, secondo la tradizione, venivano portate a San Rocco dal cagnolino Oreste, il quale le rubava dalla mensa dei nobili di Voghera durante la sua malattia.

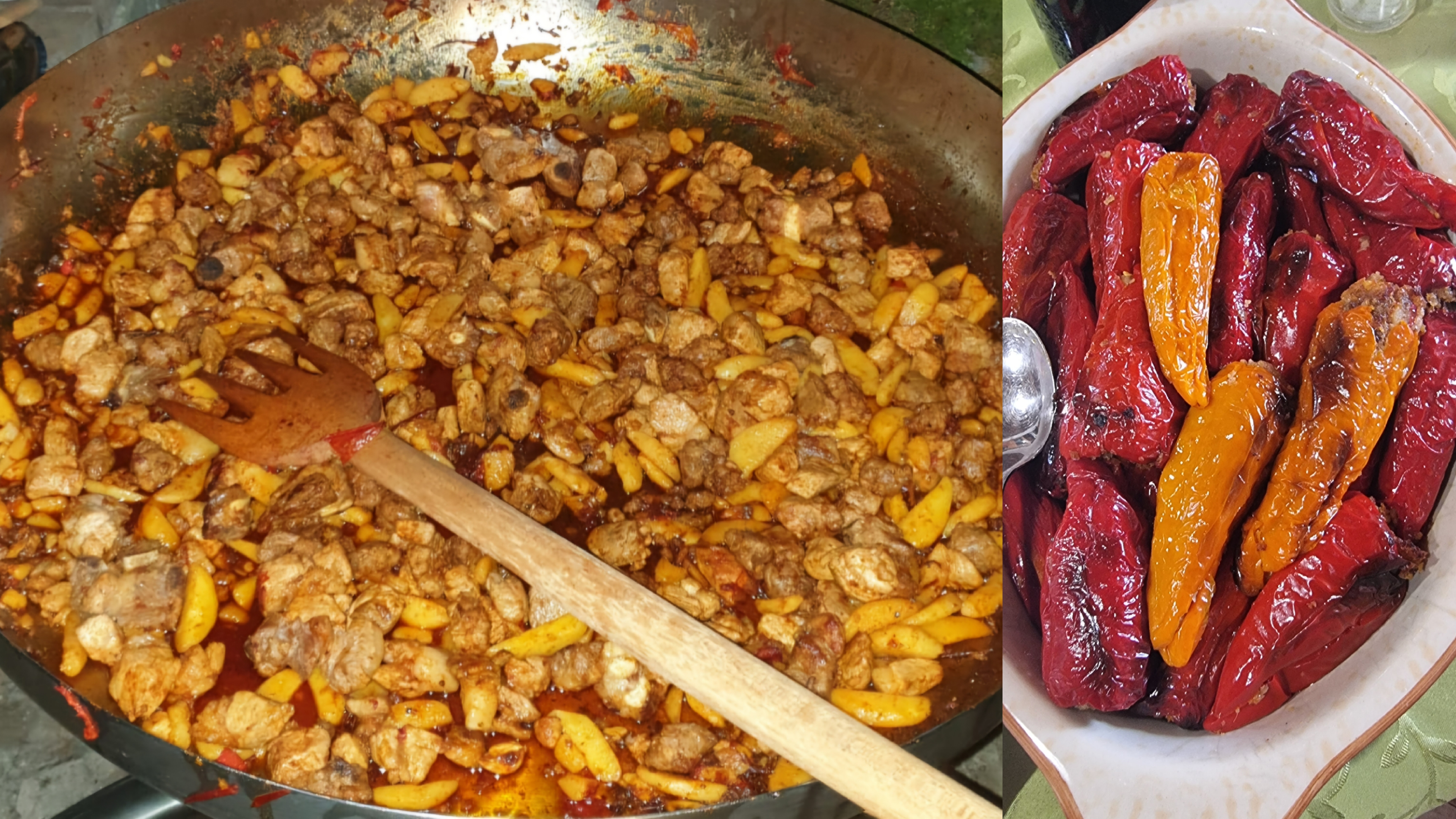
La padellaccia e i "paparuli m'buttiti"

Il pranzo viene accompagnato da vini locali, spesso prodotti dalle stesse famiglie, come l'Aglianico e la Falanghina, che completano il ricco banchetto della Festa del Grano di Foglianise.

## Svolgimento

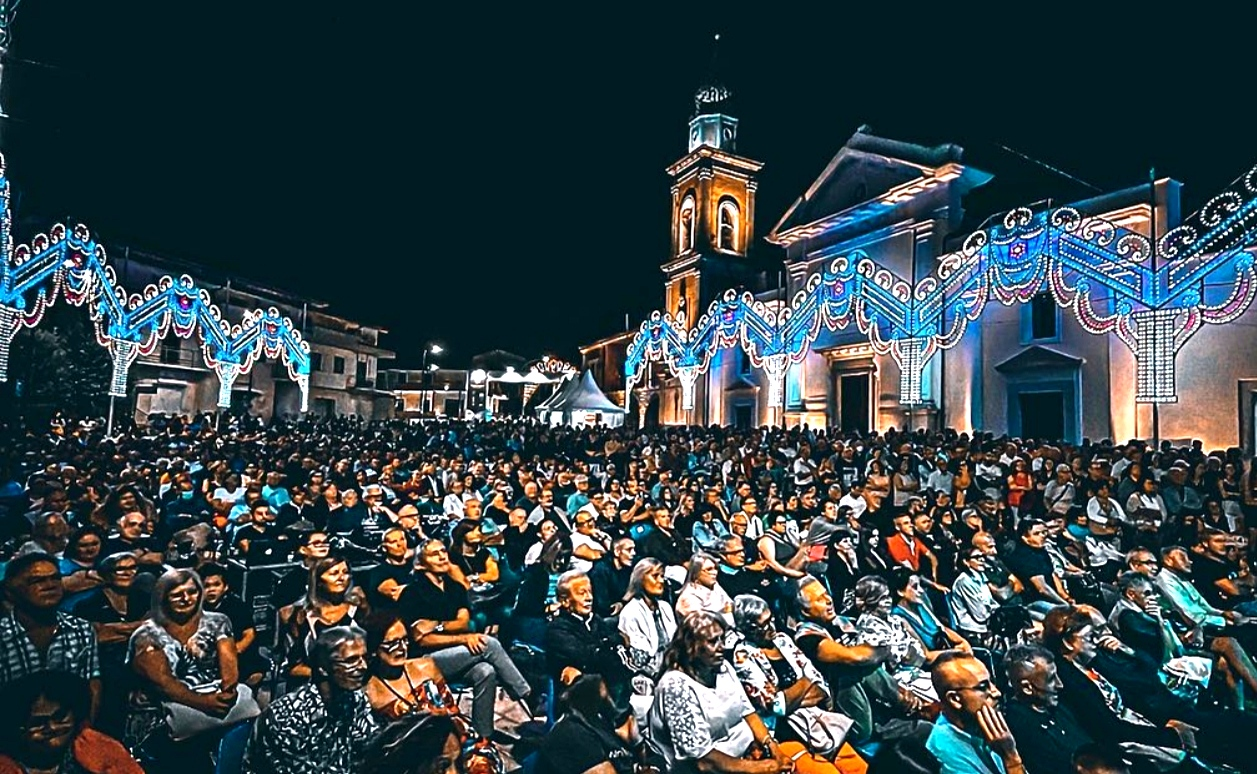
Panoramica sulla festa in piazza

### La festa
La festa ha inizio l'8 agosto, giorno di San Ciriaco, protettore del paese. Durante le serate si alternano spettacoli musicali, comici e teatrali, esposizioni e mostre aperte anche durante le ore mattutine. la programmazione termina il 18 agosto con un grande concerto in piazza Fiamme Gialle.
Solitamente la sera del 18 agosto (o in alternativa la sera del 16), prima della conclusione dell'evento, si svolge la serata di "Ringraziamento e Premiazione dei maestri della paglia". Fino ai Primi anni 2000, la sfilata dei carri di grano era una vera e propria competizione tra contrade, che inizialmente presentavano un solo carro e poi successivamente più opere ciascuna. Tra queste veniva decretata una contrada (o un gruppo della contrada) vincitore della manifestazione. Successivamente lo spirito competitivo ha lasciato spazio alla coralità degli omaggi alle bellezze artistiche delle regioni italiane, e per questo oggi la premiazione vede tutti i carri premiati, o eventualmente delle suddivisioni di premi per categoria. 
Il trofeo che i maestri della paglia ricevono la sera della premiazione varia di anno in anno, solitamente si è soliti utilizzare una riproduzione più o meno stilizzata di una spiga di grano realizzata in vetro, cristallo o metallo placcato in oro, nonostante ciò ci si riferisce ad essa sempre come: "la spiga di cristallo", nonostante appunto non sempre questo sia il materiale utilizzato per la sua creazione. In passato invece si è optato per targhe in metallo inciso, spesso decorate con immagini di San Rocco o dei carri di grano. 

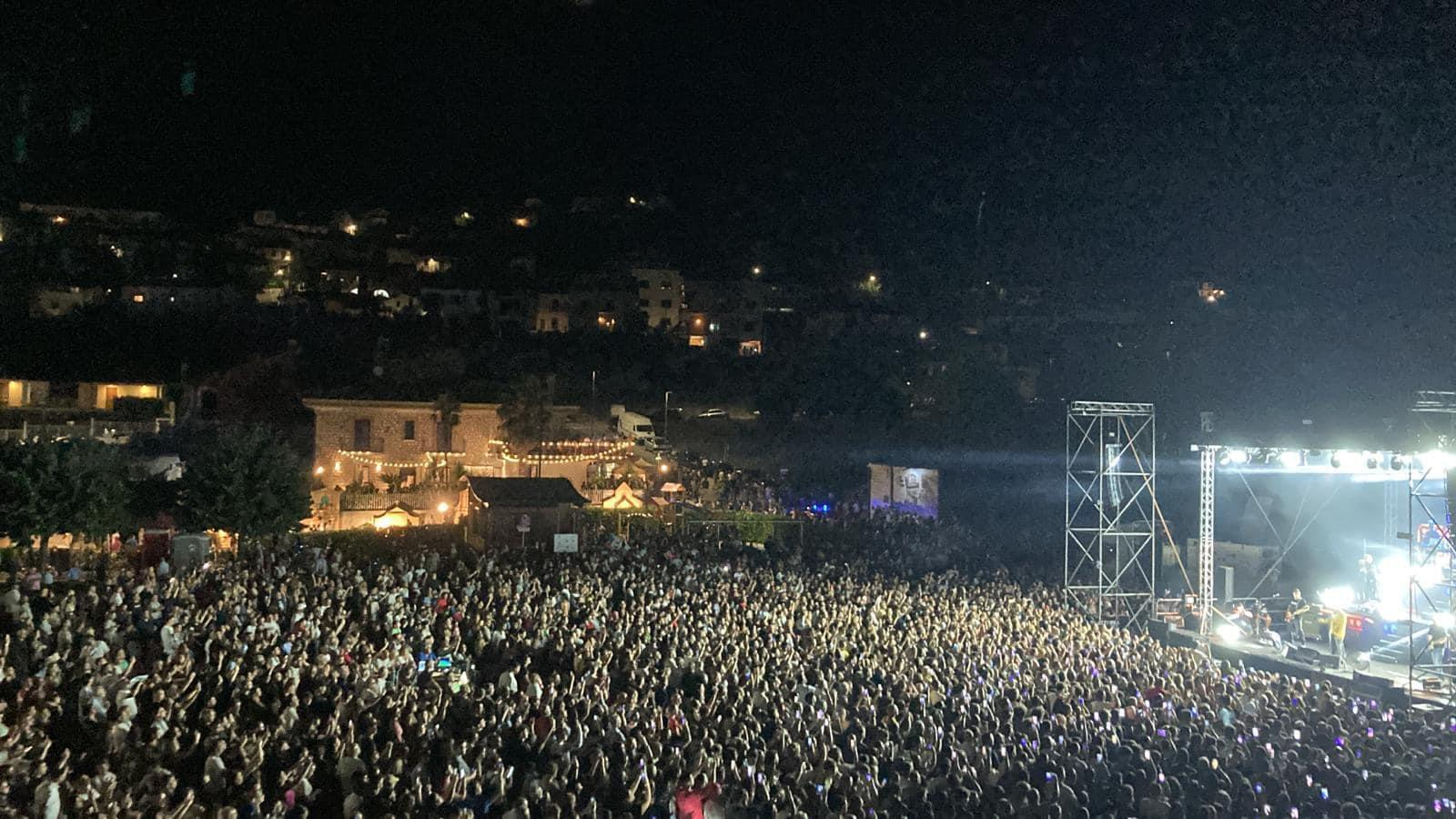
Piazza Fiamme Gialle durante il concerto di Franco Ricciardi nel 2023

Eventi caratteristici delle giornate di festa sono:
- Il raduno di auto e moto d'epoca
- Gara podistica "Strafoglianise", una gara di corsa lunga oltre 7 km
- Concerto bandistico
- Spettacolo di un famoso comico
- Spettacolo di un famoso artista musicale
- Spettacolo di Fuochi pirotecnici

### L'organizzazione dell'evento
Negli anni, l'organizzazione della sfilata dei carri di grano e degli eventi annessi alla festa ha subito diverse variazioni a seconda del "comitato festa" a capo dell'organizzazione. 
Dal 2007, l'amministrazione comunale indice una prima riunione, la cui data varia dai primi di febbraio alla fine di maggio, a cui sono invitati a partecipare: il parroco, il consiglio comunale, i referenti dei vari gruppi che comporranno la sfilata e tutti coloro che collaboreranno all'evento. 
Durante la prima riunione viene comunicato dal direttore artistico (attualmente il sindaco) il tema individuato per la sfilata dell'anno corrente. 
Successivamente entro un tempo limite, che viene fissato solitamente entro lo scadere del mese successivo al mese in cui si svolge la riunione, i vari gruppi devono comunicare al comitato festa il soggetto scelto per il proprio carro. 
L'amministrazione comunica ad un architetto i soggetti scelti, e quest'ultimo ne produce progetti in scala che vengono consegnati alle falegnamerie locali, incaricate di realizzare le strutture di base in legno e consegnarle ai gruppi, tranne per poche eccezioni, entro l'ultimo giorno del mese di luglio.
In passato invece, quando la sfilata era ancora suddivisa in gara per "contrade", erano esse stesse a realizzare la struttura in legno e ferro indipendentemente.

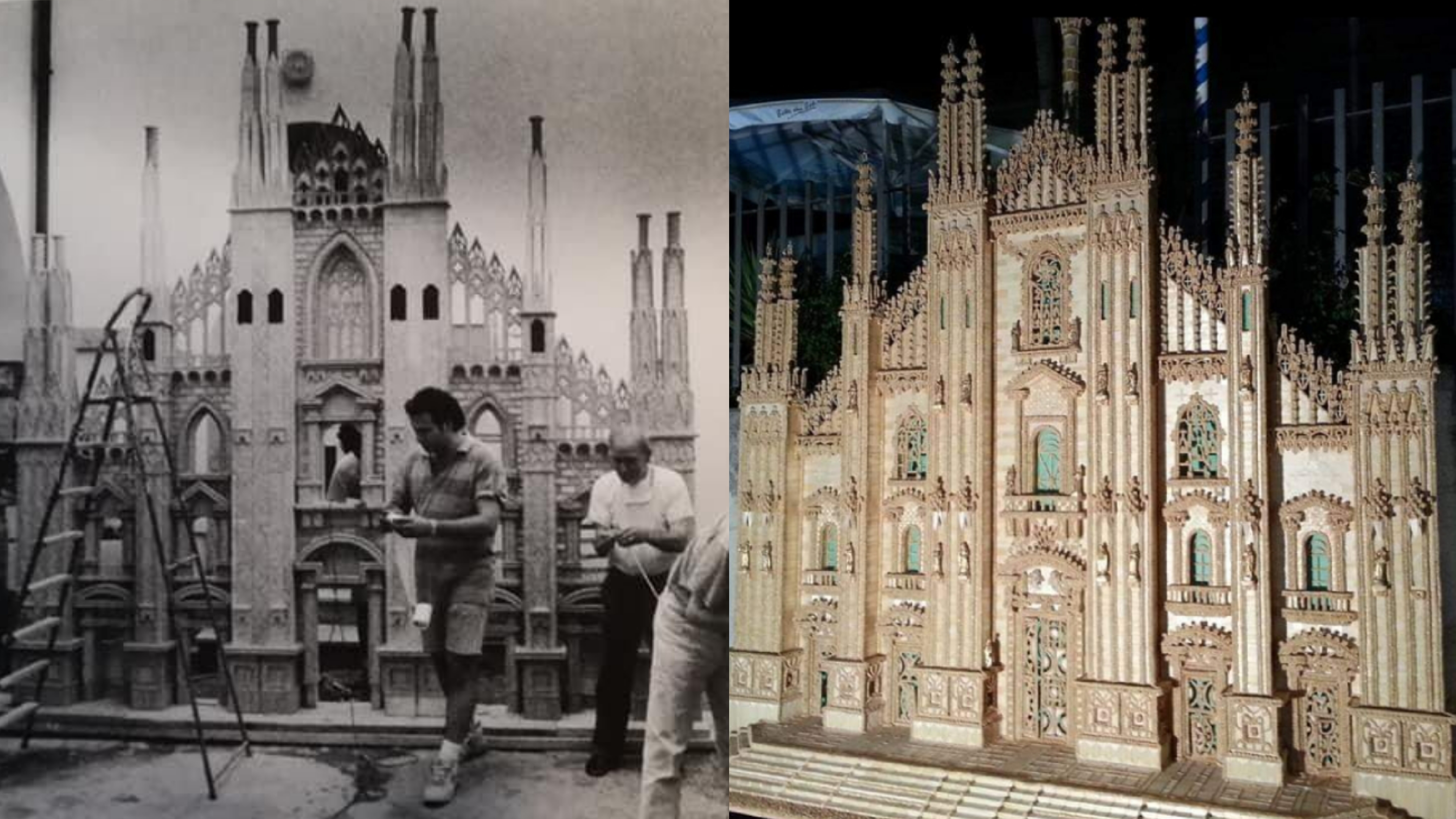
Due varianti del "Duomo di Milano", la prima risale al 1996, realizzata dal Casale Palazzo, la seconda realizzata nel 2014, è stata esposta a Milano durante lEsposizione Universale

Una volta consegnate le strutture in legno, i gruppi di carristi si occupano del rivestimento e delle decorazioni attraverso il materiale in paglia preparato nei mesi precedenti alla sfilata, per dare forma al monumento prescelto. Le attività di intreccio della paglia infatti iniziano con largo anticipo, solitamente nel periodo successivo alla mietitura, fatta eccezione per il grano conservato dagli anni precedenti, già pronto per la lavorazione.
I vari gruppi lavorano in segreto alla realizzazione delle loro opere per evitare che esse possano essere viste prima del giorno della sfilata.

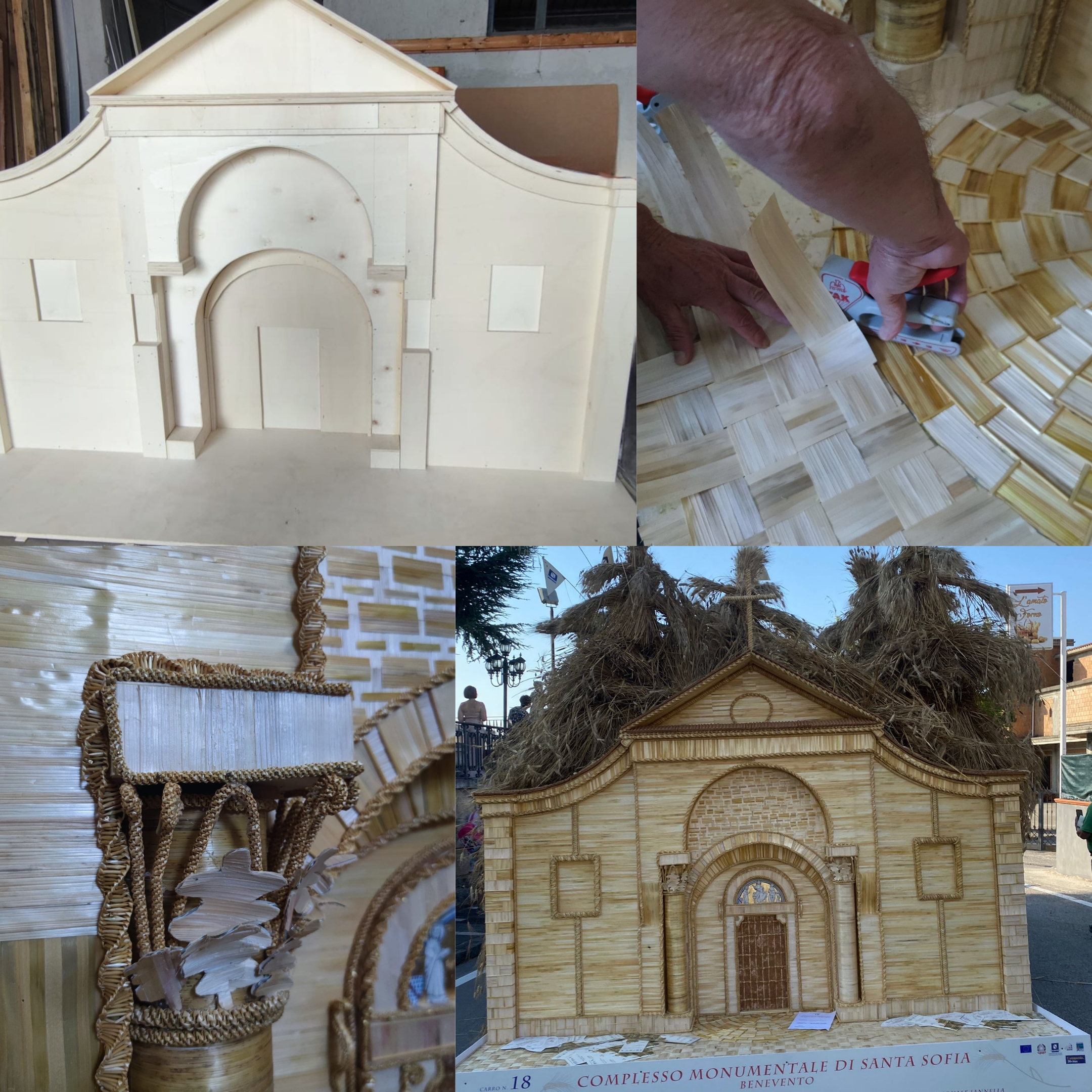
Un esempio della preparazione di un carro rappresentante la Chiesa di S. Sofia a Benevento. In alto a sinistra la struttura base in legno, la preparazione e l'aggiunta dei dettagli, in basso a destra il carro durante la sfilata.

La scadenza per la consegna delle strutture finite è fissata per il giorno 14 agosto, ma nonostante ciò, le operazioni di assemblaggio delle strutture con le operazioni annesse (posizionamento e preparazione per la decorazione dei carrelli, fissaggio delle facciate dinanzi ai veicoli ricoperti di paglia che li trasporteranno, ecc.) Proseguono fino alla notte tra il 15 e il 16 agosto. Tutto ciò avviene di solito in una struttura coperta o un piazzale poco fuori dal centro del paese, dal quale la sfilata partirà la mattina dopo.
La mattina dopo intorno alle 9.00, la sfilata parte dal deposito, si dirige verso il centro del paese ed entra nel percorso storico, lungo il quale, a tappe, si aggiungono i vari gruppi di figuranti in costume.

### La Sfilata dei Carri di Grano
Il giorno prima della sfilata, i carri pronti vengono condotti in un piazzale, poco distante dal centro del paese, dove vengono posizionati sui carrelli o davanti ai camion che li condurranno, addobbati con bandierine e covoni di grano e organizzata nell'ottica dell'ordine della sfilata. 
Fino al 2007 i carri, che venivano ancora realizzati interamente dalle singole contrade, comprese le strutture in legno e ferro, venivano preparati sui veicoli nel luogo di lavoro e condotti durante la notte in Piazza S.Maria, storico punto di partenza del corteo.

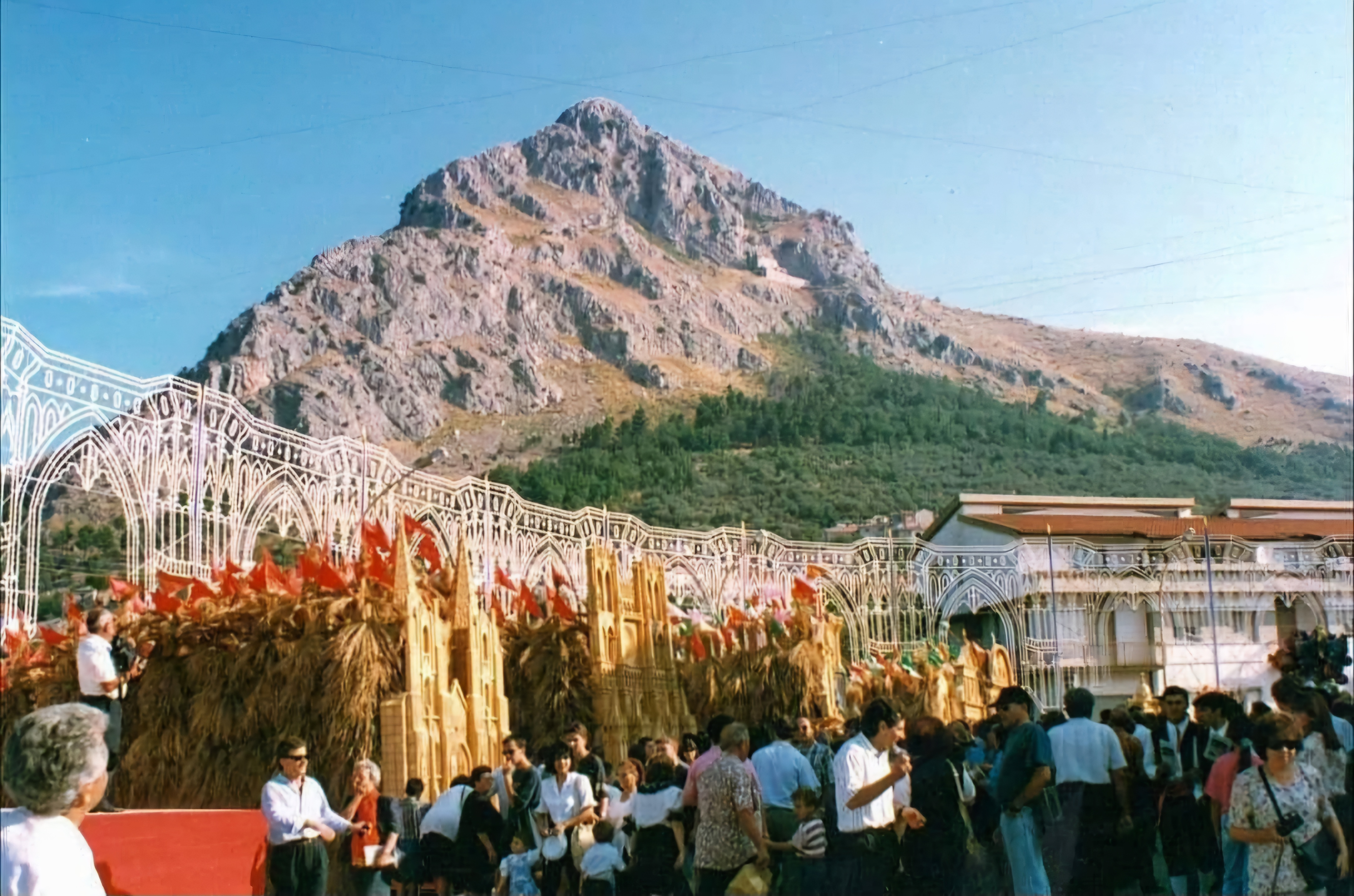
I carri della sfilata del 96', prima della partenza della sfilata

Nel percorso tra il piazzale di allestimento e la piazza si aggregano al corteo i vari gruppi di figuranti in costume tradizionale che compongono la sfilata. Il Gruppo delle “Donne con Covoni di Grano”, che portano sul capo le gregne, era solito aggiungersi dal 1951 all'altezza del Cimitero, che disponeva di un grande piazzale per la preparazione del gruppo; tuttavia, dal 2022, questo gruppo parte dalla piazza insieme al resto del corteo.
Tale gruppo è costituito da fanciulle e donne che, vestite con il costume tradizionale di Foglianise, portano sul capo delle ceste con all'interno delle spighe di grano lavorate ad intreccio, le cosiddette gregne (nel dialetto foglianesaro, il termine gregna indica il covone, ossia un fascio di spighe di grano tagliate e legate insieme), che si rifanno alle origini della festa.
Partita da Piazza S.Maria alle 9.00, la sfilata percorre una strada provinciale attorno ad ali di turisti, giungendo intorno alle 11.00 alla cappella di San Rocco in contrada Cautani, dove i carri sfilano dinanzi alla statua del santo, mentre il Vescovo di Benevento (o il parroco di Foglianise), attorniato dai sacerdoti e dai religiosi originari di Foglianise e delle parrocchie della provincia di Benevento, dal sindaco, dai membri della giunta municipale, dalle autorità militari e dai sindaci della Valle Vitulanese, benedice i carri partecipanti alla sfilata. La statua di San Rocco si aggiunge poi alla processione.
I carri riprendono il loro cammino attraversando il centro storico, passando attraverso uno strettissimo passaggio tra i vicoli in pietra dove gli abili autisti si cimentano nella conduzione dei mezzi in spazi larghi poco meno di tre metri.

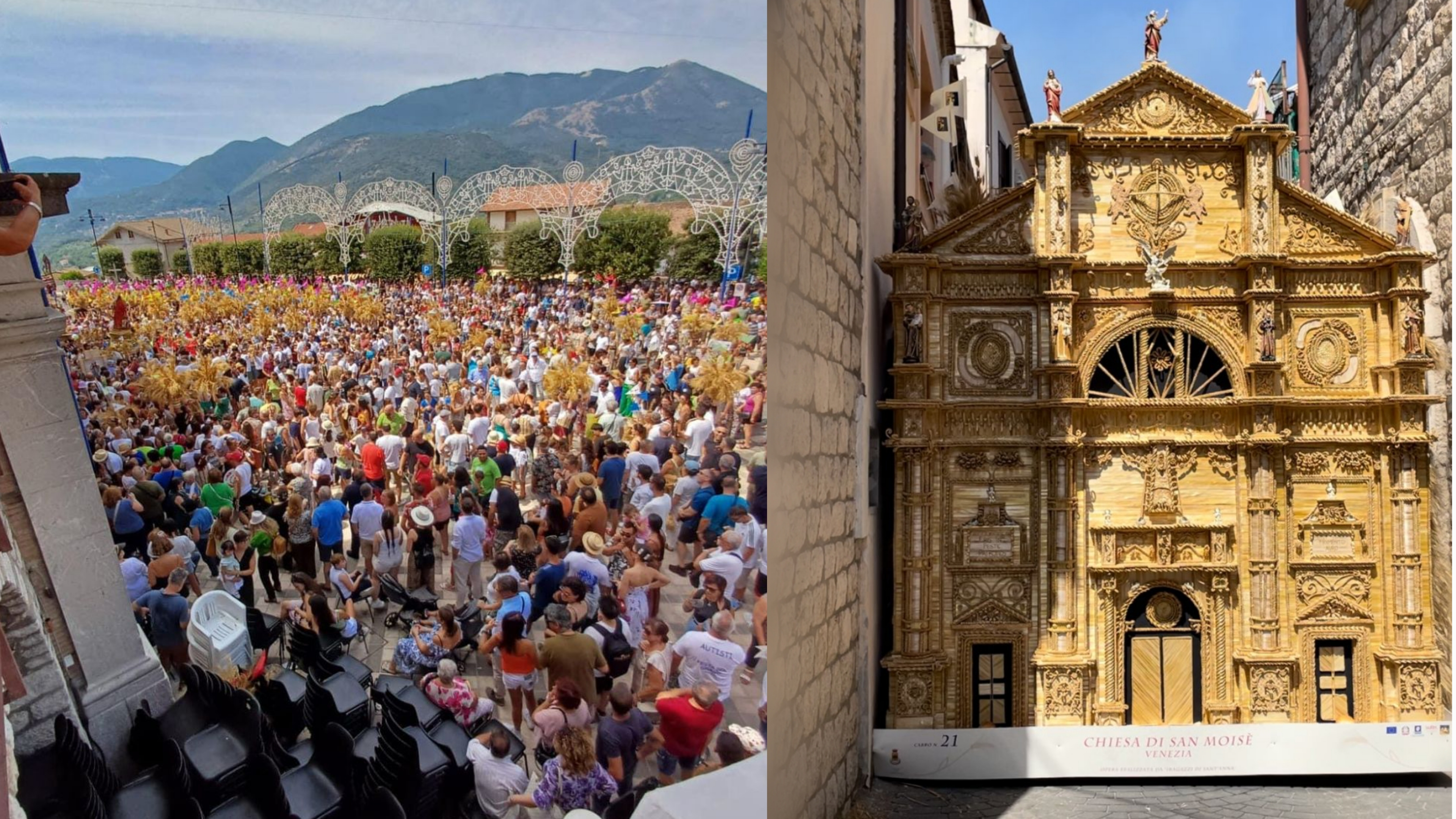
A destra lo stretto passaggio dei carri nei vicoli del centro storico; a sinistra l'arrivo di San Rocco in piazza al termine della sfilata dei carri

Superato il centro storico, la sfilata passa in Piazza S.Anna, dove attende assiepata e accalcata una grande folla di turisti e visitatori, proseguendo si ritorna in Piazza S.Maria intorno alle 13.00 
L'arrivo del Santo è preceduto dalle opere in paglia. Le pacchiane si dispongono su due ali e la statua, passandoci in mezzo, fa il suo ingresso in chiesa, sotto una pioggia di fuochi d'artificio. La statua viene poi esposta fino alla fine dei festeggiamenti.

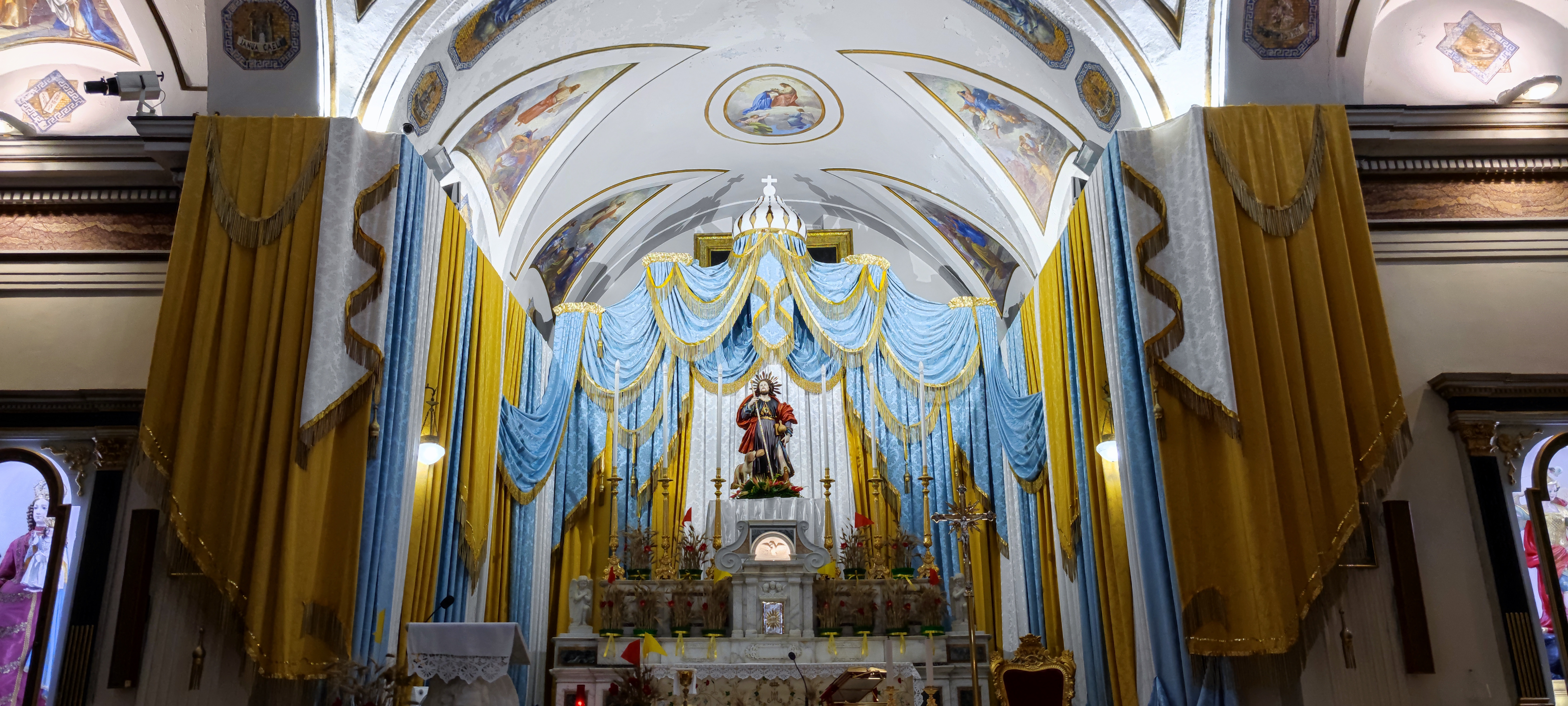
La statua di San Rocco all'interno della Chiesa di Santa Maria durante i festeggiamenti

### I carri di grano

#### Modalità di intreccio della paglia
Le tecniche di intreccio della paglia si tramandano da generazioni, ma nonostante ciò la fantasia dei carristi da vita ogni anno a nuovi modi di lavorazione.
Il primo procedimento dopo la mietitura e la pulizia è la selezione dei fili di paglia, i quali vengono puliti da foglie, nodi e spighe e suddivisi per diametro, colore, spessore e lunghezza. I vari fili catalogati vengono poi utilizzati per preparazioni diverse.

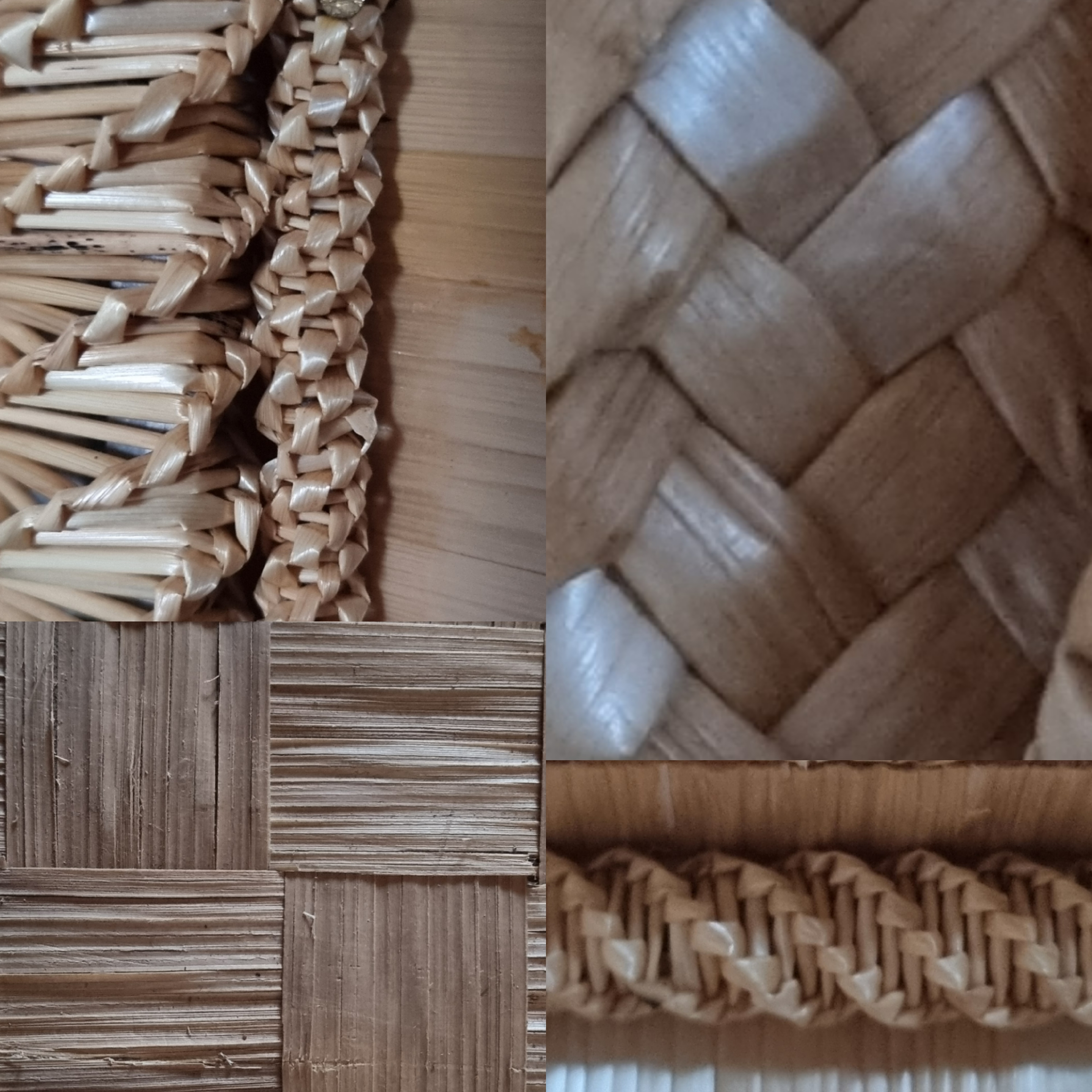
In alto a sinistra alcune tecniche di "laccetto, quella più larga con 4 fili, quella più sottile con 5 fili così come quella in basso a destra; in alto a destra una treccia, mentre in basso a sinistra delle fascette opache a motivo di scacchiera

Le modalità di lavoro più comuni sono: 
- Le "Fascette", essenzialmente ottenute dall'apertura del filo, successivamente incollato con il lato desiderato (lucido o opaco) su una striscia di carta gommata o nastro biadesivo, e successivamente pressata attraverso l'utilizzo di una macchina per la preparazione della pasta. Intrecciando fascette lucide e opache, che possono essere ritagliate per tutte le dimensioni desiderate, si ottiene un effetto detto "scacchiera", utile per la decorazione dei pavimenti delle strutture.
- La tecnica del "Laccetto" consiste invece nell'utilizzo di fili di paglia sottili tenuti in ammollo nell'acqua per evitare di romperli e successivamente avvolti e intrecciati attorno ad un'anima di legno o di ferro. Il laccetto può essere realizzato con l'intreccio dai 4 ai 6 fili diversi.
- La "Treccia" nasce invece dall'alternanza di intreccio di fili di paglia più spessi (da tre a sette), appiattiti e preventivamente bagnati, in modo da formare un tessuto unico e morbidamente ondulato, utile per la decorazione e la rifinitura degli angoli.

#### Tipologie di carri
I carri di grano sono vere e proprie riproduzioni in miniatura di monumenti e opere famose. Essi si distinguono in quattro categorie:

##### I carri della tradizione

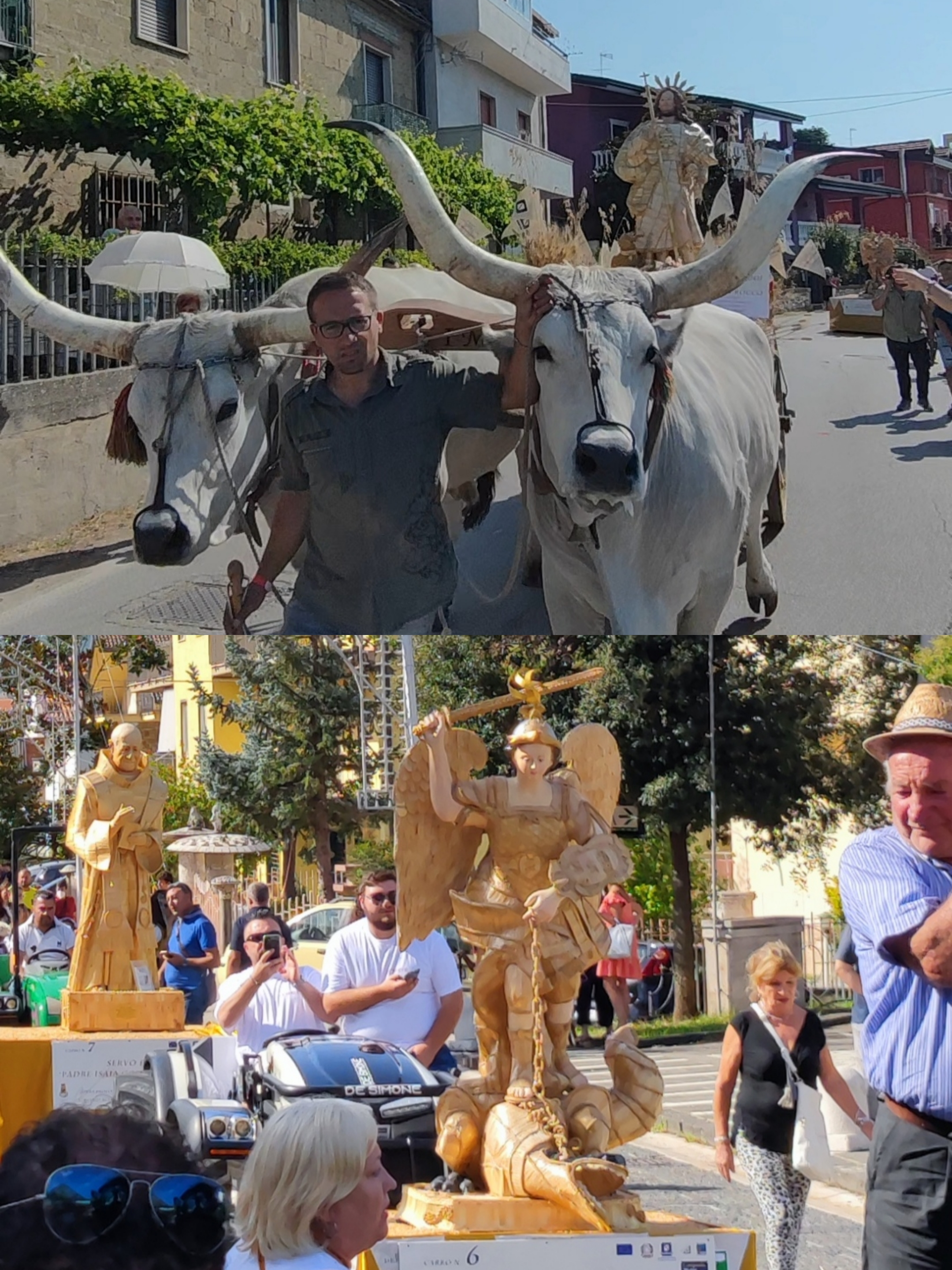
Alcuni carri della tradizione

I carri della tradizione, o carri storici, sono, insieme ai gruppi che compongono la sfilata, carri che sfilano ogni anno e che rappresentano la devozione, la storia della festa e la tradizione di Foglianise.
Uno di questi è il carro con i buoi, che ogni anno trainano una antica statua di San Rocco realizzata in paglia che contiene una reliquia del santo.
Un altro carro della tradizione è il carro che rappresenta la mietitura e la battitura del grano, che dimostra il lavoro della lavorazione della paglia prima del suo intreccio per la realizzazione dei carri.
Infine gli ultimi carri storici rappresentano la devozione del popolo di Foglianise verso i simboli religiosi della sua terra, uno di questi rappresenta ad esempio una copia della statua di San Michele Arcangelo, in paglia, ispirata alla statua longobarda conservata sul limitrofo Eremo posto sul Monte Caruso e che sovrasta il paese.

##### La facciata

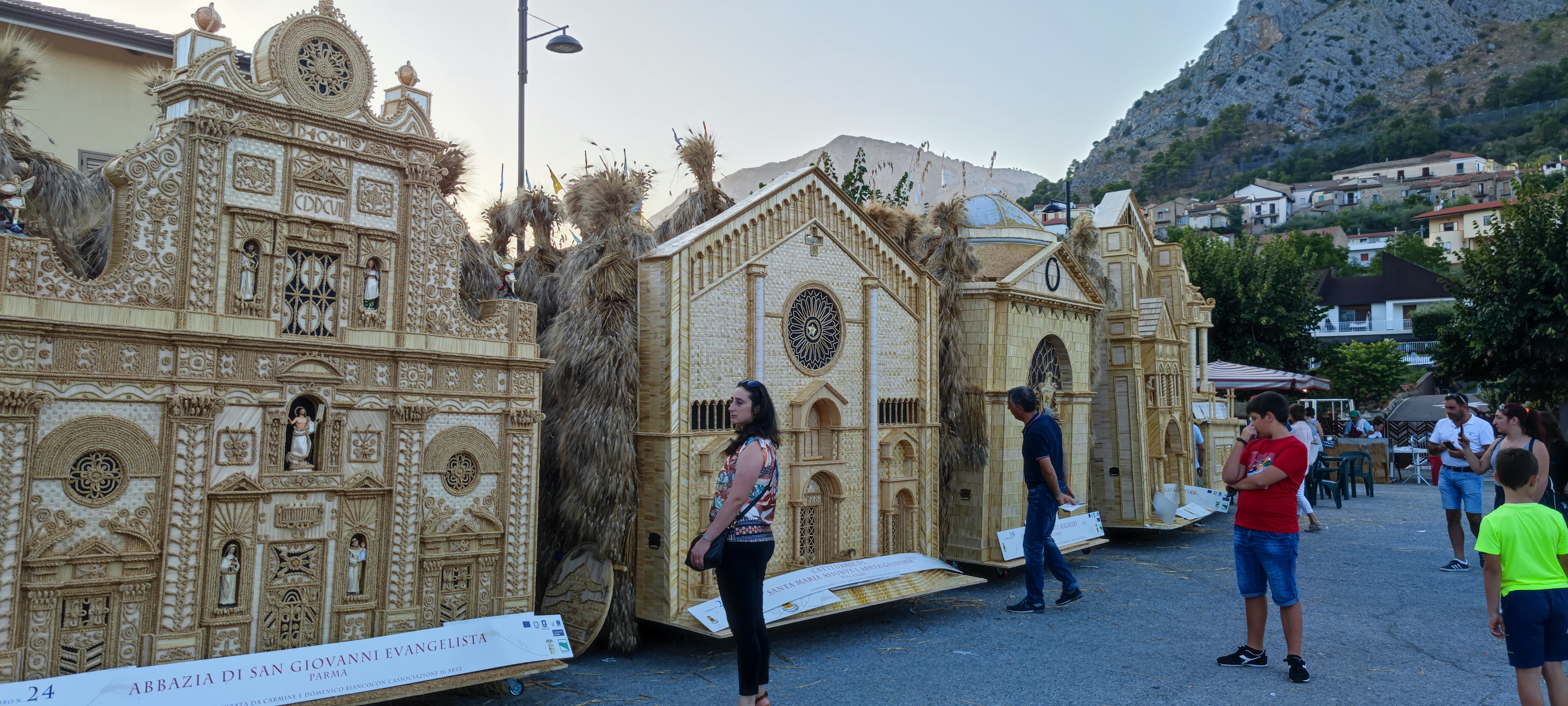
Le facciate dell'edizione 2022 rappresentanti alcune chiese dell'Emilia-Romagna

La facciata (o carro grande) è un carro di grano di imponenti dimensioni, alta fino a 4 metri e larga fino a 3 (le dimensioni massime sono influenzate dallo stretto cunicolo di vicoli storici attraverso i quali sfilano o carri durante il percorso storico). La facciata adornata con un intricato intreccio di spighe dorate che si estendono lungo i lati del veicolo (dette "pannizze") che lo conduce durante la sfilata.

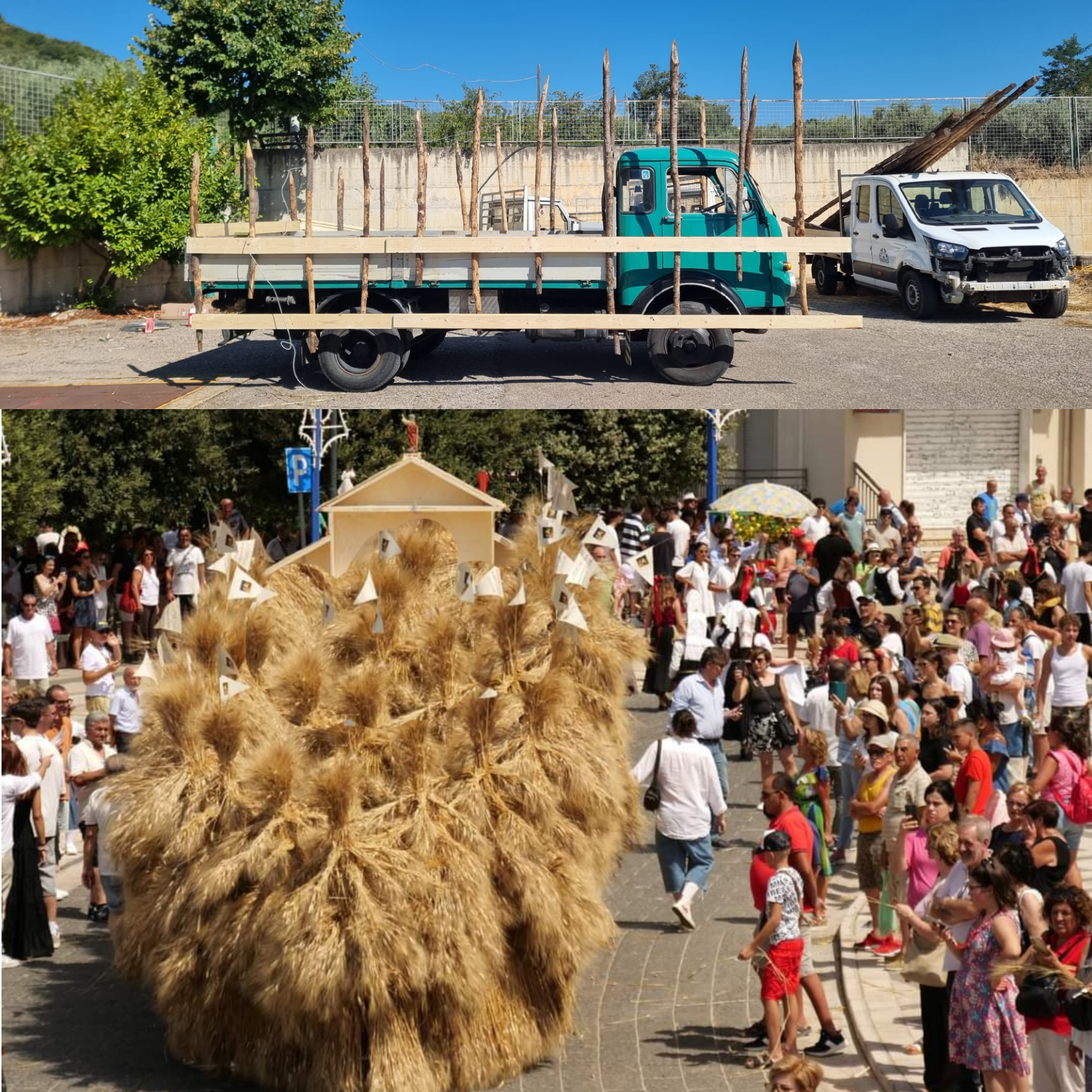
In alto la preparazione di un camion deputato al trasporto di una facciata, in basso il camion ricoperto durante la sfilata con al lato il "navigatore" che indirizza l'autista all'interno

Il carro è posto dinanzi al veicolo che lo conduce e quindi l'autista, nascosto dietro la struttura, è guidato solo dalla voce di un collaboratore, chiamato navigatore, che lo indirizza negli spostamenti, specialmente negli stretti cunicoli del centro storico del paese. Spesso la facciata riproduce una chiesa o un momento storico.

##### Il carro tridimensionale

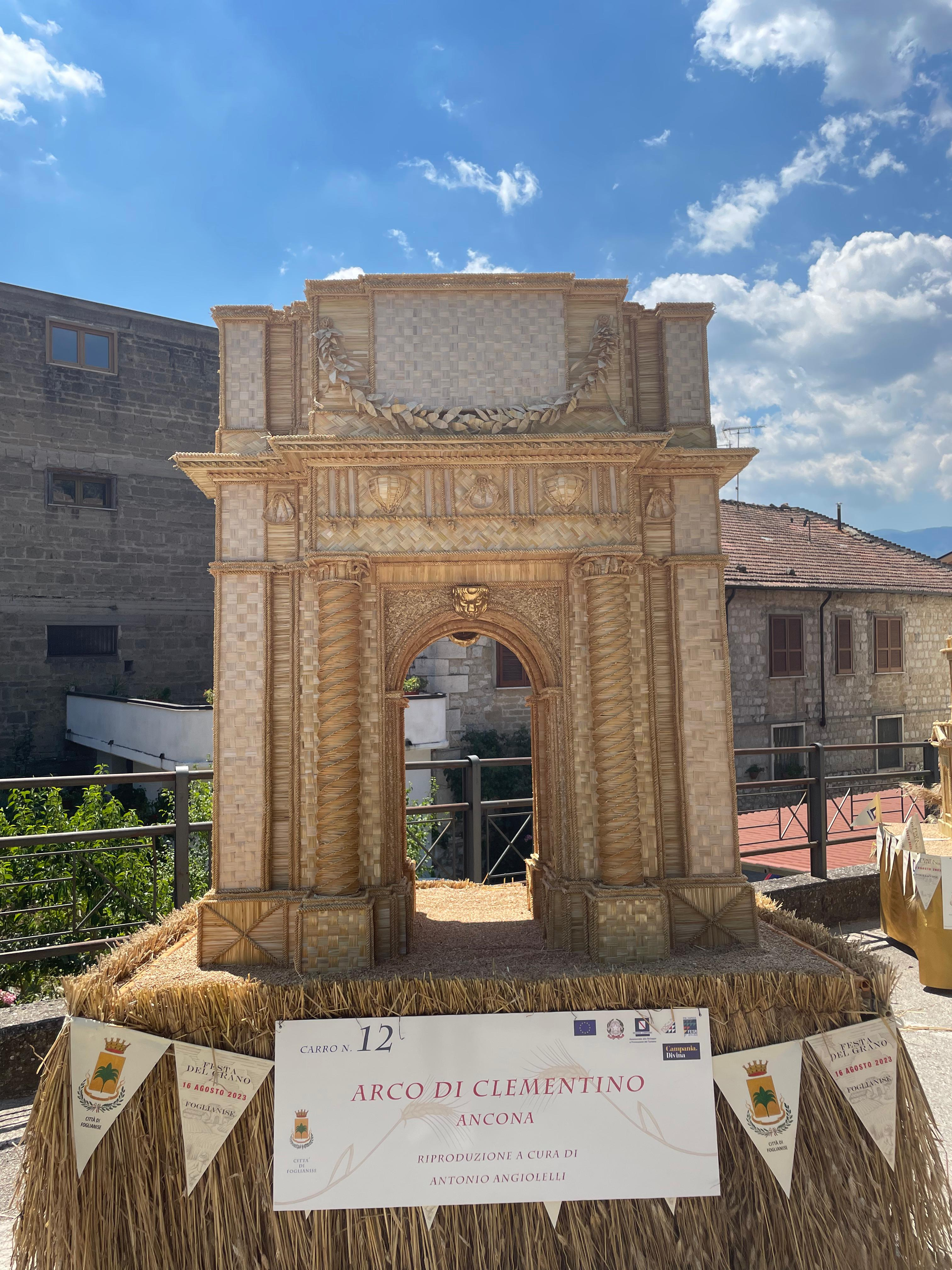
Un carro tridimensionale rappresentante l'Arco di Clementino ad Ancona

Il carro tridimensionale (o carro piccolo) si sviluppa appunto in tre dimensioni e ha misura ridotte rispetto alla facciata, esso rappresenta le varie angolazioni di un monumento ed è spinto da un trattore scoperto posto dietro alla struttura, in vista.

##### Il "carro novità"

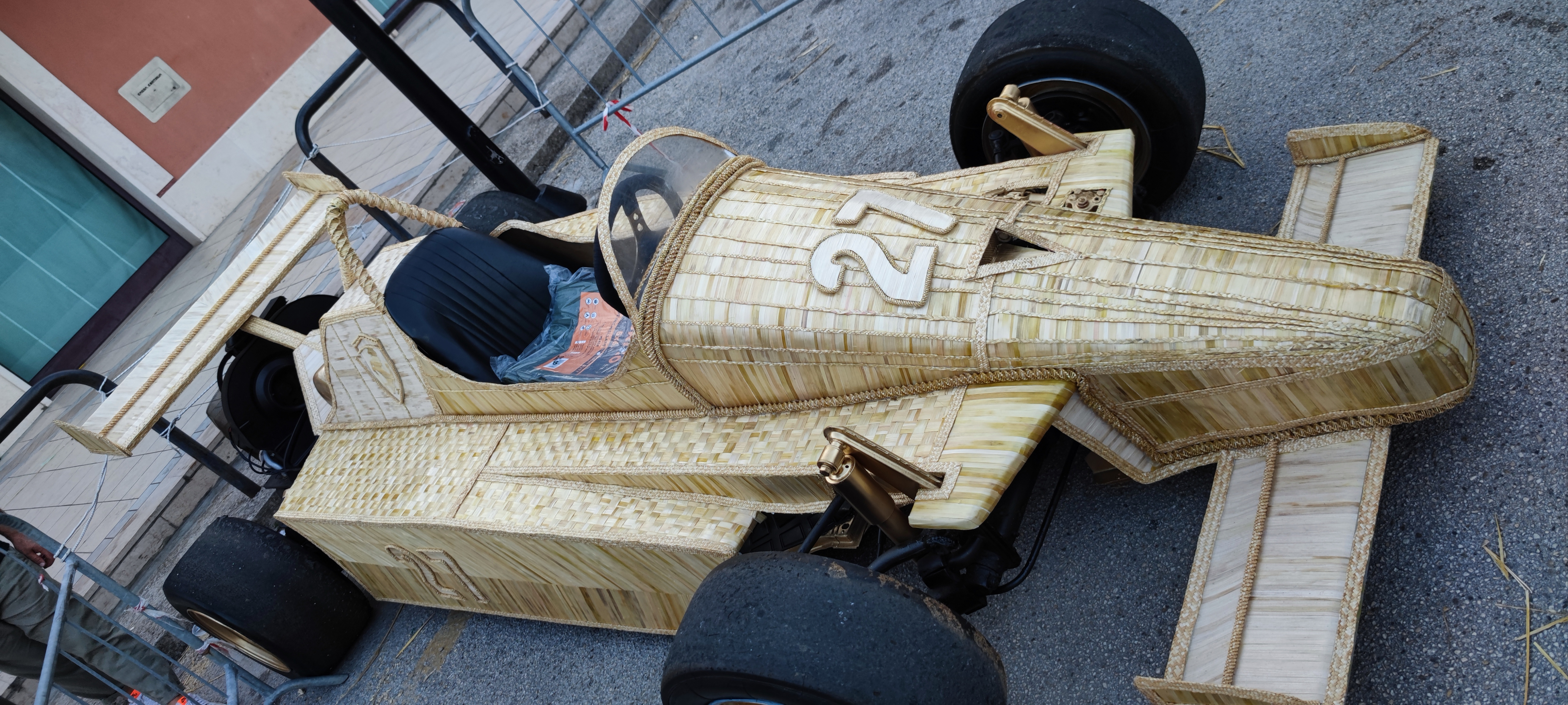
Un carro novità che riproduce una Ferrari

Negli anni '70 gruppi di associazioni giovanili introdussero lavori in paglia non strettamente legati ai temi della festa. Nel 1973 la Pro Loco, allora a capo dell'organizzazione, approvò la divisione dei carri in categorie fino al 2007, anno in cui si è scelto un tema unico. I carri novità sono riconducibili ai carri tridimensionali, ma spesso rappresentano tematiche fantasiose, volte a omaggiare o a sensibilizzare su un particolare tema.

### L'ordine della sfilata
L'ordine di uscita di gruppi e carri non è affidato al caso, bensì ad un minuzioso studio del comitato che rimanda anche a radici storiche.

#### Prima Parte
Il corteo è aperto dal Gruppo Folk locale "Fortuna Folianensis" che esegue canti e balli della tradizione in abiti storici.
A Seguire le autorità civili e militari (le autorità religiose si aggiungono solo a metà del percorso), i gonfaloni civili precedono il sindaco e l'amministrazione comunale, insieme ai sindaci della valle vitulanese e della provincia di Benevento,  i rappresentanti del consiglio provinciale, prefetto e rappresentanti dell'Arma dei Carabinieri e della Guardia di finanza.
In passato invece i carabinieri erano soliti aggiungersi al corteo, a cavallo, solo a partire dalla chiesa di san Rocco, scortando poi la statua in segno di onore.
Una banda musicale separa la prima parte del corteo dalla seconda.

#### Seconda parte
Questo segmento è denominato: " In continuità con il passato"; si tratta della parte della sfilata aperta dalle donne in costume tradizionale con i covoni di grano in testa, seguite dai "carri della tradizione (vedi sopra).

#### Terza parte
È la parte "novita", nuova ogni anno, che contiene appunto i carri realizzati secondo la tematica scelta per la festa corrente.
Dal 2007 questo gruppo viene suddiviso per Province, facendo sfilare i carri della provincia capoluogo come ultimi.
Si tende ad alternare i carri tridimensionali alle facciate in modo da avere una distribuzione più omogenea possibile. La rappresentazione delle varie province è intervallata da gruppi in costume tradizionale, come i gruppi dei bambini o quello delle pacchiane storiche.

#### Quarta Parte
La parte religiosa, l'unica della sfilata che non parte insieme al resto ma si aggiunge ad essa dopo che tutti i carri hanno sfilato e sono stati benedetti dinanzi alla cappella del santo patrono. Durante tale rito infatti il gruppo delle donne con i covoni di grano e le autorità civili e militari si staccano dal loro segmento per posizionarsi ai lati della cappella di San Rocco e assistere al passaggio di tutti i carri, dopodiché essi si riuniscono al corteo, questa volta in coda, seguiti dalla statua di San Rocco portata in processione insieme a tutti i fedeli e i turisti. Questo permette poi, una volta tornati al centro del paese, di concedere al santo un ingresso trionfale in chiesa in mezzo a due file di pacchiane.

### La pacchiana foglianesara

Alcune varianti del costume tradizionale della Pacchiana Foglianesara

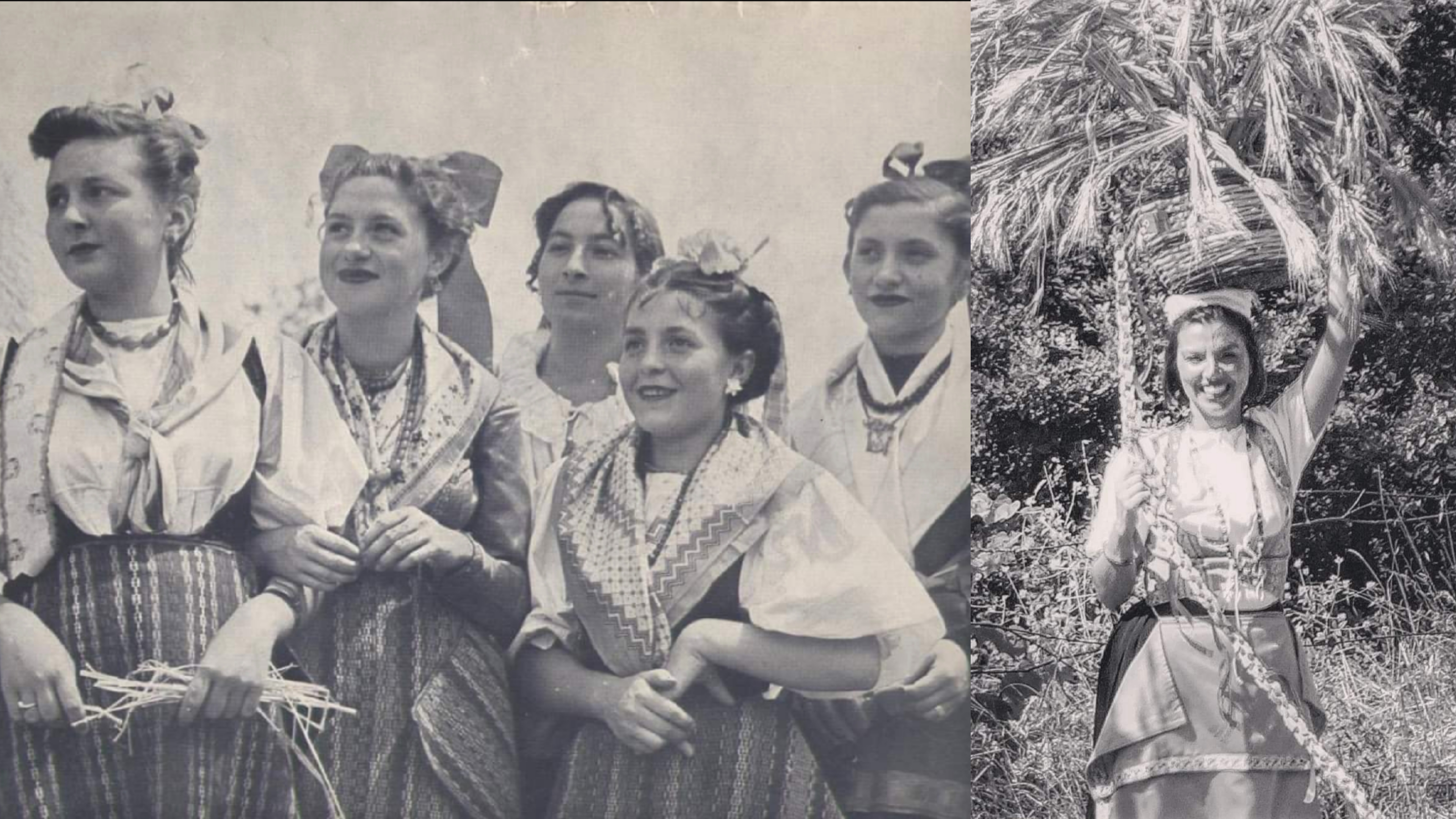
Antiche fotografie delle "pacchiane" con costumi tradizionali

Il costume della pacchiana foglianesara è l'abito popolare femminile tipico della tradizione di Foglianise. Si tratta di un costume ricco e colorato, che risale al XVII secolo, che richiama aspetti contadini e agricoli e che riflette le influenze dei popoli che hanno dominato la zona in passato. Il costume è composto da:
Una gonna nera di panno, con ampie pieghe e una cintura elastica in vita, tessuto in "baietta", plissettato a mano, lunga quasi fino ai piedi. Un grembiule di seta e cotone, detto “guantera”, di colore che varia tra rosso, giallo, rosa, azzurro o verde, contornato di oro e con motivi floreali o geometrici, in antichità tessuto al telaio o a mano con la tecnica a scuoti. Una camicetta bianca di lino, detta “camicia”, con ricami sul colletto, sulle maniche e sul davanti, spesso arricciata a bordo maniche. Un corpetto di panno e velluto, o di seta, di colore paglierino con venature che richiamano il colore del grembiule, che modella il seno e la vita, stretto con elastici sul ventre. Sul corpetto sono presenti due fiori all' altezza delle spalle, ricamati ed in rilievo, dello stesso colore della gonna, che simboleggiano la fertilità e la purezza. 
I "Monili", gioielli di famiglia, di solito una collana di corallo rosso che rappresenta il prestigio e la ricchezza della donna adorna il tutto. I capelli raccolti in una coda, detta “tuppu”, con un fiocco dello stesso colore della grembiule, o in alternativa una asciugamano ripiegata, detto "scolla", un triangolo di stoffa finemente ricamato a mano di tele di "linfatella", oggi detta "batista". Le scarpe nere di "vitellino", mezzo tacco con il cinturino a braccialetto. 
Il costume della pacchiana viene indossato in occasioni di festa, in particolare durante la sfilata dei carri, la mattina del 16 agosto, e durante la processione di san Rocco la sera del 17 agosto. È considerato un simbolo dell’identità e della cultura locale, nonché una testimonianza della storia e delle tradizioni di Foglianise.
La pacchiana foglianesara durante la sfilata figura nel gruppo denominato: " Donne con covoni di grano". In questo gruppo le pacchiane sono disposte su due grandi file, collegate a coppie da un grande filo colorato adornato di colori e di paglia. Sul capo portano, mantenuto su un fazzoletto bianco ripiegato, un grande cesto con un covone di grano intrecciato, trasportato in processione lungo tutto il tracciato della sfilata della lunghezza di circa 7 km. Tra le figuranti della sfilata ci sono ancora gruppi di pacchiane che si rifanno al costume più antico e originale rinvenuto, esse trasportano oggetti tipici della tradizione contadina e intonano antichi canti religiosi in onore di San Rocco.
La tradizione vuole che i costumi originali venissero realizzati da una famiglia di sarti del paese, residente nel vico detto "dei tintori", dal nome proprio della tintoria di cui la famiglia era titolare, e così chiamato anche in seguito ai segni di fumo nero rilasciato sulle pareti del vicolo. La famiglia tesseva e tingeva i costumi originali, tutti uguali, su misura e leggermente diversi da quelli utilizzati oggi.
Con l'evoluzione della festa si è iniziato a produrre i costumi in 5 varianti di colori diversi, ognuno associato ad un casale storico del paese. 
Durante gli anni la tradizione ha voluto, anche a causa degli alti costi di produzione, che non venissero più realizzati nuovi costumi, bensì tramandati dalle madri ai figli. Tuttavia, con la crescita della popolarità della festa e il conseguente aumento delle figuranti in costume negli ultimi anni sono stati realizzati nuovi costumi, con materiali più comuni e con dettagli meno evidenti, ma comunque ispirati agli originali.
I costumi antichi e tradizionali sono comunque visibili durante la sfilata dei carri di grano.

## Edizioni

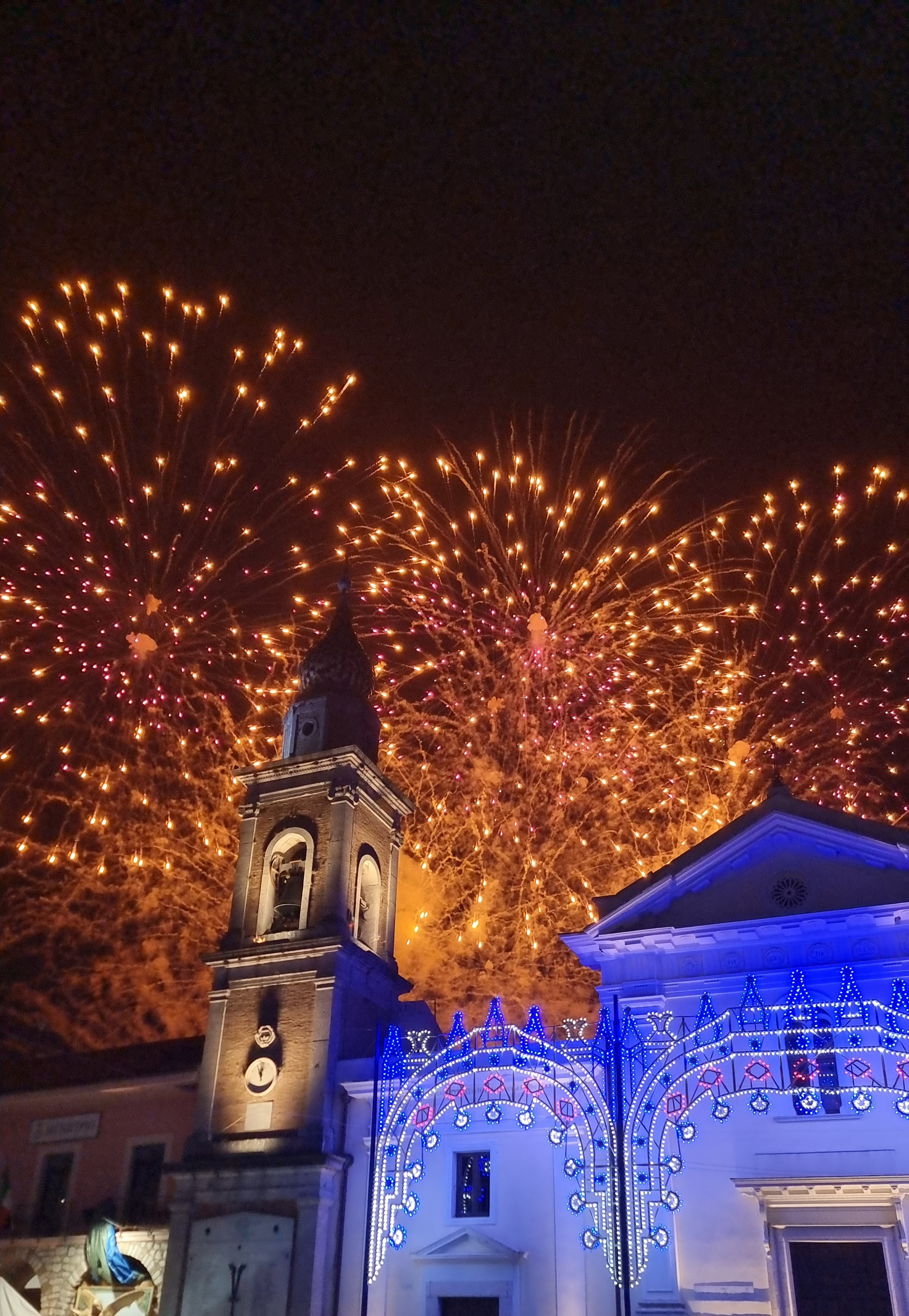
Il campanile della Chiesa di Santa Maria durante lo spettacolo di Fuochi Pirotecnici

Fino al 1973 la festa ora organizzata da privati cittadini che su commissione della parrocchia e della Pro Loco costituivano un comitato festa con a capo un direttore artistico, incaricato di curare la manifestazione civile e un presidente, di solito il parroco, per l'organizzazione del programma religioso.
Dal 1974 l'amministrazione comunale è a capo dell'organizzazione civile dell'evento, coadiuvata dalla parrocchia per le celebrazioni religiose. 
La formula della manifestazione civile è rimasta pressoché invariata negli ultimi 50 anni, la durata della festa è in media di 10 giorni (8-18 agosto). Eventi fissi sono: uno spettacolo comico la sera del 16 agosto, un concerto bandistico o lirico-orchestrale la sera del 17 agosto e un concerto di un noto artista musicale la sera del 18 agosto.
Durante le altre serate si alternano spettacoli musicali, teatrali, cabarettistici e folcloristici rappresentati perlopiù da artisti locali. Durante l'arco delle giornate invece si svolgono eventi caratteristici quali raduni di auto e moto d'epoca e gare podistiche divise per fasce d'età. 
Le celebrazioni religiose vedono invece tre eventi principali: la processione della statua di san Rocco dalla sua cappella fuori dal centro alla chiesa di Santa Maria di Costantinopoli, che si svolge al seguito della sfilata del carri di grano la mattina del 16 agosto; una processione "principale" del santo la sera del 17 agosto che parte e torna nel centro del paese percorrendo, fatte pochissime eccezioni, tutte le zone della cittadina; una processione finale dove la statua del santo rientra presso la sua cappella in una data variabile nell'ultima settimana di agosto. 

### La scelta di un tema
Dal 2007 l'amministrazione comunale individua ogni anno, per la sfilata dei carri di grano, un differente tema legato ad una specifica regione d'Italia, nell'obiettivo di rappresentare monumenti, folklore e ricchezze delle suddette terre. 
La prima scelta è ricaduta sulla regione Lazio, sede della capitale. Nel 2010 sono state individuate le regioni Abruzzo e Molise nel tentativo di omaggiare le bellezze architettoniche distrutte dal sisma che colpì i territori della provincia dell'Aquila nel 2009; queste strutture vennero poi donate agli abitanti del luogo in segno di vicinanza. Nel 2011 L'occasione delle celebrazioni de 150º anniversario dell'unità d'Italia portarono alla scelta della tematica "Alle Radici dell'Identità Nazionale", un omaggio alle roccaforti sabaude Piemonte e Valle d'Aosta, primi baricentri governativi del Regno d'Italia. Nel 2017 la regione individuata fu l'Umbria e l'occasione fu quella di riprodurre i monumenti distrutti dal sisma che colpì la zona nell'agosto 2016; in realtà alcuni carri raffiguravano anche monumenti delle regioni Lazio, Abruzzo e Marche, dove alcune zone come la Valle del Tronto, i Monti Sibillini, i Monti dell'Alto Aterno e i Monti della Laga avevano risentito dell'impatto devastante del terremoto. Anche in questa occasione le strutture vennero donate alle zone che ne sono state modello. A fare da cornice all'edizione 2018 fu la regione Liguria. Esattamente due giorni prima della sfilata, il Viadotto Polcevera (noto come Ponte Morandi) a Genova fu soggetto di un devastante crollo nella quale persero la vita 43 persone. Per l'occasione, venne realizzato un carro rappresentante il suddetto ponte e venne fatto sfilare, con un fiocco nero in segno di lutto. 
Le eccezioni alla scelta di un tema legato ad una regione italiana finora sono state tre: L'edizione del 2015 ha avuto come tema: "Viaggio tra i tesori dell'Italia riprodotti con l'oro del grano", la volontà era quella di raffigurare le bellezze dell'intero patrimonio nazionale per l'Esposizione Internazionale del 2015 ospitata a Milano. Nel 2023 invece si è celebrato il 75º anniversario dell'entrata in vigore della Costituzione della Repubblica Italiana e insieme ad esso i 250° della morte di Luigi Vanvitelli. In questa occasione inoltre diversi carri raffiguravano i siti patrimonio UNESCO della Campania, molti dei quali opera proprio dell'artista napoletano.
Il 2019 è stata l'unica edizione senza una specifica tematica, dovuto alla costituzione di un nuovo comitato festa che lasciò libera interpretazioni ai carristi e ai maestri della paglia.
| Edizione | Tema | Informazioni | Ospite serata finale              | Artista Comico Ospite                                 | Organizzazione                                                          |
| -------- | --- | --- | --------------------------------- | ----------------------------------------------------- | ----------------------------------------------------------------------- |
| 1482     | Nessun tema proposto | Prime fonti storiche, "Festa dell'Abbondanza" con riti pagani dedicati alla mietitura e al raccolto. |                                   |                                                       |                                                                         |
| 1656     | Nessun tema proposto | L'epidemia di peste lega la "Festa dell'Abbondanza" al culto cristiano di San Rocco. |                                   |                                                       |                                                                         |
| 1727     | Nessun tema proposto | Dopo l'arrivo della reliquia del santo a Foglianise, l'evento, ormai cattolico, prende il nome di "Festa di San Rocco" |                                   |                                                       |                                                                         |
| 1928     | Nessun tema proposto | L'evento prende il nome di "Sagra del Grano", per l'ultima volta viene realizzato il "Palio", detto "Giglio delle contrade". |                                   |                                                       |                                                                         |
| 1929     | Nessun tema proposto | Viene introdotta la modalità della "Sfilata dei carri di grano". |                                   |                                                       |                                                                         |
| 1970     | Nessun tema proposto | Vengono introdotti i "cari novità" |                                   |                                                       | Associazione Turistica "Pro Loco"                                       |
| 1974     | Nessun tema proposto | | Gianni Nazzaro                    |                                                       | Amministrazione Comunale                                                |
| 1978     | Nessun tema proposto | | Pooh                              |                                                       | Amministrazione Comunale                                                |
| 1979     | Nessun tema proposto | |                                   |                                                       | Amministrazione Comunale                                                |
| 1980     | Nessun tema proposto | | Gianni Morandi                    |                                                       | Amministrazione Comunale                                                |
| 1981     | Nessun tema proposto | | Antonello Venditti                |                                                       | Amministrazione Comunale                                                |
| 1988     | Nessun tema proposto | | Marco Armani                      |                                                       | Amministrazione Comunale                                                |
| 1989     | Nessun tema proposto | | Ivan Graziani                     |                                                       | Amministrazione Comunale                                                |
| 1990     | Nessun tema proposto | la "Sagra del Grano" assume il nome di "Festa del Grano". |                                   |                                                       | Amministrazione Comunale                                                |
| 1991     | Nessun tema proposto | | Formula 3                         |                                                       | Amministrazione Comunale                                                |
| 1992     | Nessun tema proposto | | New Trolls                        |                                                       | Amministrazione Comunale                                                |
| 1993     | Nessun tema proposto | | Paola Turci                       |                                                       | Amministrazione Comunale                                                |
| 1994     | Nessun tema proposto | | Paola Turci                       | Lino Orabona                                          | Amministrazione Comunale                                                |
| 1995     | Nessun tema proposto | | Michele Zarrillo                  |                                                       | Amministrazione Comunale                                                |
| 1996     | Nessun tema proposto | | Ivana Spagna                      |                                                       | Amministrazione Comunale                                                |
| 1997     | Nessun tema proposto | | I Nomadi                          |                                                       | Amministrazione Comunale                                                |
| 1998     | Nessun tema proposto | | Massimo di Cataldo                |                                                       | Amministrazione Comunale                                                |
| 1999     | Nessun tema proposto | | Gianna Nannini                    |                                                       | Amministrazione Comunale                                                |
| 2000     | Nessun tema proposto | | Litfiba                           |                                                       | Amministrazione Comunale                                                |
| 2001     | Nessun tema proposto | | Alexia                            |                                                       | Amministrazione Comunale                                                |
| 2002     | Nessun tema proposto | | Paolo Vallesi                     |                                                       | Amministrazione Comunale                                                |
| 2003     | Nessun tema proposto | | Syria                             |                                                       | Amministrazione Comunale                                                |
| 2004     | Nessun tema proposto | | Luca Barbarossa                   |                                                       | Amministrazione Comunale                                                |
| 2005     | Nessun tema proposto | | Paolo Belli                       | Peppe Iodice                                          | Amministrazione Comunale                                                |
| 2006     | Nessun tema proposto | | Renzo Arbore, Katia Ricciarelli   | Nino Frassica                                         | Amministrazione Comunale                                                |
| 2007     | "Omaggio alle bellezze della Regione Lazio" | Da questa edizione viene introdotta la tematica per la sfilata dei carri, viene inoltre eliminata la competizione tra le contrade. | Lucio Dalla                       | Mario Zamma                                           | Amministrazione Comunale                                                |
| 2008     | "Omaggio alle bellezze della Regione Toscana" | la Festa del Grano viene iscritta nel registro "Grandi eventi di rilevanza nazionale ed internazionale della Regione Campania" | Max Pezzali                       | Simone Schettino                                      | Amministrazione Comunale                                                |
| 2009     | "Omaggio alle bellezze della Regione Sicilia" | | Nek                               | Antonio Cornacchione                                  | Amministrazione Comunale                                                |
| 2010     | "Omaggio alle bellezze delle Regioni Abruzzo e Molise" | Alcuni carri omaggiavano le bellezze architettoniche distrutte dal sisma dell'Aquila del 2009 | Massimo Ranieri                   | I Ditelo Voi (Gomorroidi)                             | Amministrazione Comunale                                                |
| 2011     | "Omaggio alle radici dell'identità nazionale, con le bellezze del Piemonte e Valle d'Aosta, antiche roccaforti Sabaude."                                           | Carri realizzati in occasione dei festeggiamenti in onore dei 150º Anniversario dell'Unità d'Italia. | I Nomadi                          | Salvatore Gisonno, Vittorio Marsiglia e Lino Barbieri | Amministrazione Comunale                                                |
| 2012     | "Omaggio alla Campania Felix - "Dove la primavera sboccia due volte"                                                                                               | Inizio percorso di candidatura a "Patrimonio Mondiale dell'Umanita" dichiarato dall'UNESCO. | Enrico Ruggeri                    | Paolo Caiazzo                                         | Amministrazione Comunale                                                |
| 2013     | "Omaggio alle bellezze della Regione Calabria | | Almamegretta                      | Barbara Foria                                         | Amministrazione Comunale                                                |
| 2014     | "Viaggio verso Expo Milano 2015, omaggio alla regioneLombardia" | | Dodi Battaglia                    | Enzo Salvi                                            | Amministrazione Comunale                                                |
| 2015     | "Viaggio tra i tesori d'Italia riprodotti con l'oro del grano nell'anno di Expo 2015"                                                                              | I carri rappresentavano bellezze di tutto il territorio nazionale, sono state poi esposti a Milano per l'Expo. | Clementino                        | Maria Bolignano e le Sex and the Sud                  | Amministrazione Comunale                                                |
| 2016     | "Omaggio alle bellezze della regione Puglia" | | Fabrizio Moro                     | Marco Capretti                                        | Amministrazione Comunale                                                |
| 2017     | "Il cuore dell'Italia - Omaggio alle bellezze distrutte dal sisma nelle regiioni Umbriae Marche"                                                                   | | Rocco Hunt                        | Enzo Fischetti                                        | Amministrazione Comunale                                                |
| 2018     | "Omaggio alle bellezze della regione Liguria" | Un carro raffigurava il "Ponte Morandi", crollato solo due giorni prima dell'evento. | Boomdabash                        | Dado                                                  | Amministrazione Comunale                                                |
| 2019     | Nessun tema proposto | Solo in questa edizione viene ripristinata la "competizione tra i carri" | Nuova Compagnia di Canto Popolare | Carmine Farago                                        | Parrocchia di S.Ciriaco                                                 |
| 2020     | Non disputata | Sospesa causa COVID-19 |                                   |                                                       |                                                                         |
| 2021     | Non disputata | Sospesa causa COVID-19 | Katia Ricciarelli                 |                                                       | Pro Loco "Ugo Pedicini"                                                 |
| 2022     | "Omaggio alle bellezze della Regione Emilia-Romagna" | Da questa edizione, per questioni giuridiche, la "Festa del Grano", intesa come manifestazione civile, e la "Festa di San Rocco", intesa come festa religiosa, si separano a fini organizzativi.                                                                                                  | Le Vibrazioni                     | Uccio De Santis                                       | Amministrazione Comunale (civile), Parrocchia di S. Ciriaco (religiosa) |
| 2023     | "Nel 250º anniversario dalla morte, omaggio al genio di Luigi Vanvitelli" e "75° Anniversario dell'entrata in vigore della Costituzione della Repubblica Italiana" | | Franco Ricciardi                  | Massimo Bagnato                                       | Amministrazione Comunale (civile), Parrocchia di S. Ciriaco (religiosa) |
| 2024     | "Omaggio alle bellezze della Regione Veneto, e celebrazione del XXV Giubileo della Chiesa Cattolica"                                                               | | Tiromancino                       | Uccio De Santis, Umberto Sardella e Antonella Genga   | Amministrazione Comunale (civile), Parrocchia di S. Ciriaco (religiosa) |
| 2025     | "Omaggio alle bellezze delle Regioni del Trentino-Alto Adige e Friuli-Venezia-Giulia".                                                                             | Nell'ottica di un gemellaggio tra la città di Foglianise e alcune città dei Paesi Baltici, come Polonia e Lituania, verranno ospitati a Foglianise dei cittadini delle suddette nazioni, che sfileranno durante la sfilata con alcuni carri fuori tema rappresentanti le bellezze dei loro paesi. | Le-One                            |                                                       | Amministrazione Comunale (civile), Parrocchia di S. Ciriaco (religiosa) |

## Impatto mediatico

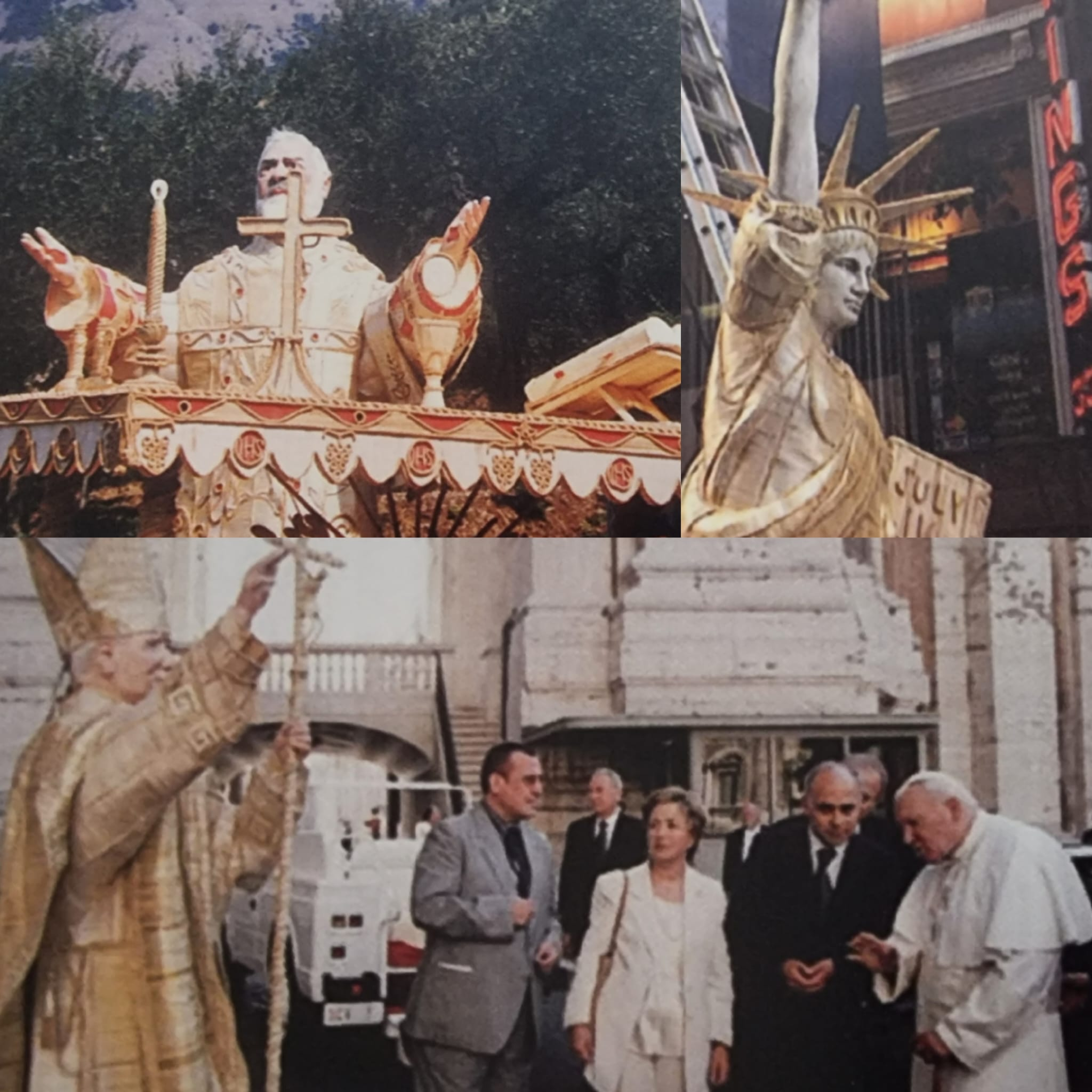
in alto a sinistra il carro raffigurante S. Pio da Pietrelcina, oggi a Toronto; a destra la Statua della Libertà sfila durante il Columbus Day di New York nel 2004; in basso La statua di S.Giovanni Paolo II, oggi in Vaticano.

La Festa del Grano di Foglianise è stata sempre pubblicizzata in maniera più o meno incidente a livello mediatico. Nel ventennio del Fascismo l'istituto nazionale "Luce" elaborò diversi cortometraggi per la documentazione della realizzazione dei carri di grano di Foglianise, filmati che ancora oggi sono conservati in archivio. Durante le edizioni degli anni '70, '80 e '90 la RAI elaborò programmi appositi per la trasmissione della sfilata dei carri di grano, irradiata in differita e tagliata per esigenze tempistiche. 
A partire dagli anni 2000 la trasmissione della festa del grano sulle reti nazionale si è alternata e limitata a servizi trasmessi in diversi contenitori di programmi trasmessi sui canali Rai, con la regionalizzazione del Telegiornale di Rai 3, viene ogni anno realizzato un servizio di narrazione della sfilata, a volte trasmesso anche in diretta. 
Con la digitalizzazione della televisione di stato, negli ultimi anni sono stati realizzati dalla Rai servizi appositi condivisi sulla piattaforma RaiPlay, registrati prima della festa durante la preparazione dei carri.
L'Arte dell’intreccio della paglia di Foglianise è stata presente anche a due eventi mediatici di rilevanza nazionale e internazionale, come l'Esposizione Universale di Milano del 2015.
Nel corso degli ultimi decenni i carri sono stati ammirati in mostre nazionali, internazionali e musei, come:
- l'immagine della Madonna di Montevergine esposto dal 1978 a Roma nel museo "atti e tradizioni popolari"

- il carro raffigurante San Pio da Pietrelcina esposto dal 1997 all'Exhibition Place di Toronto

- la scultura di San Giovanni Paolo II collocata all'interno dei musei vaticani dal 2000

- le riproduzioni delle basiliche papali di Roma,  esposte anch'esse nei musei vaticani

- la statua della libertà esposta al museo Garibaldi Vespucci a New York dal 2004
- il logo del  XXV Giubileo della Chiesa Cattolica donato a Papa Francesco nel 2024 e da quest'ultimo regalato al Carcere di Rebibbia.
- Alcuni carri dell'edizione 2024 esposti nel Museo della civiltà romana.

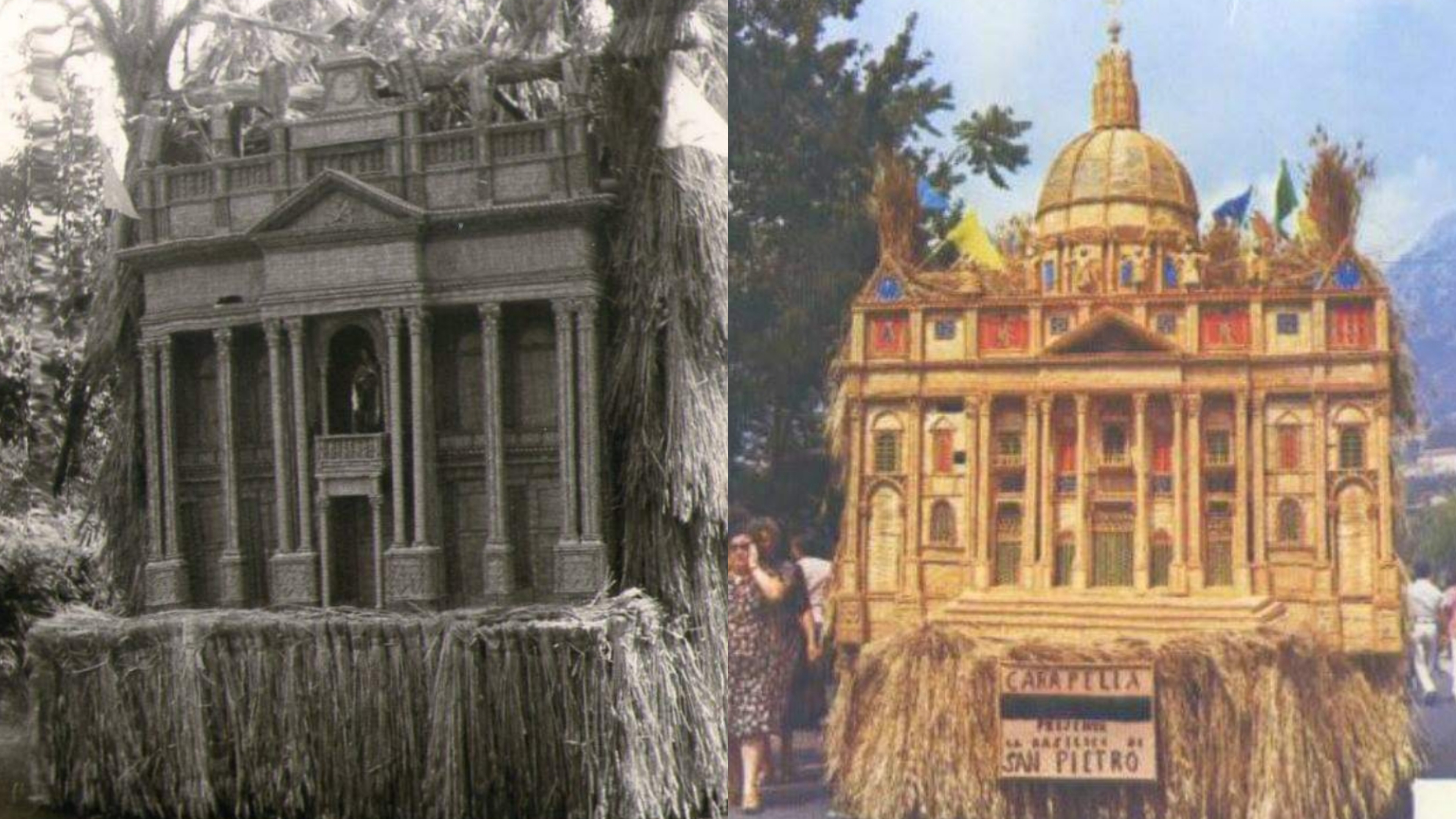
Due carri raffiguranti le basiliche papali in Roma: S.Giovanni in laterano (1948) e S.Pietro (1972), esposte nei musei vaticani